# Áreas protegidas de Camerún

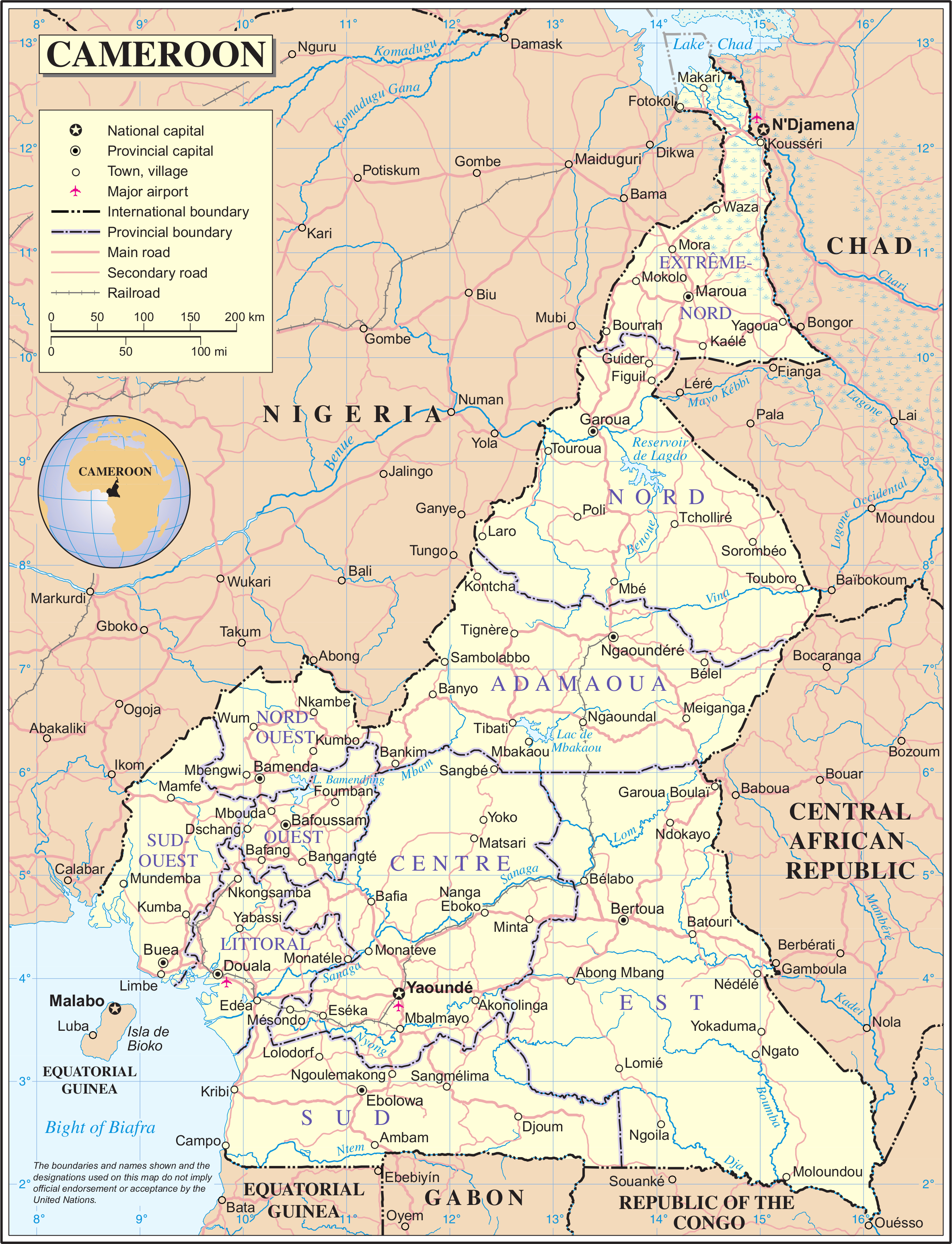
Camerún

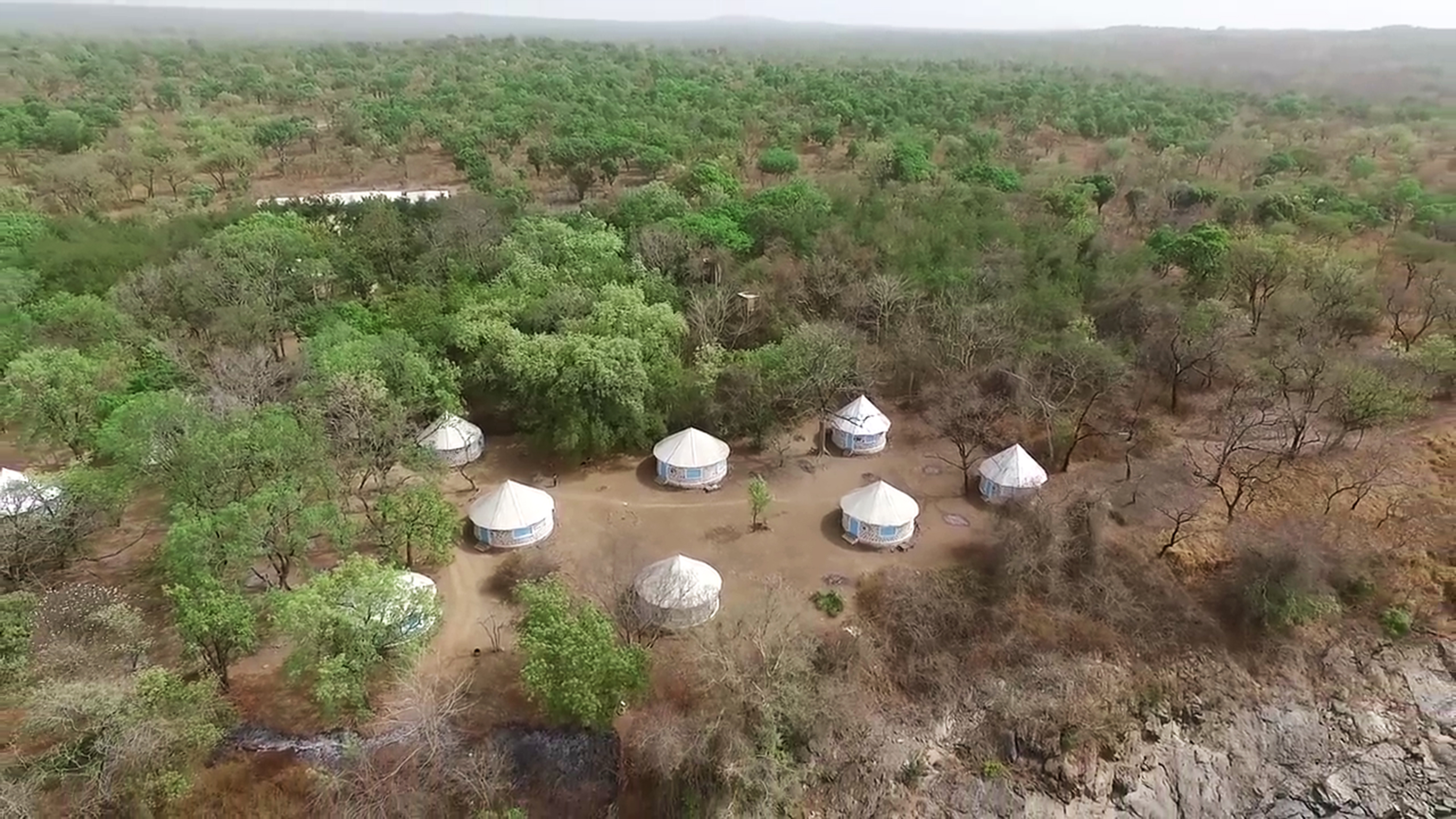
Parque nacional de Bénoué a vista de dron.

Según la IUCN, en Camerún había en 2024, 54 áreas protegidas, que cubren un área de 51.088 km², el 10,99 % de la superficie del país, y 1737 km² de superficies marinas, un 11,43 % de las aguas territoriales, unos 15.193 km². La Unión Internacional para la Conservación de la Naturaleza divide estas zonas en 27 parques nacionales, 6 santuarios naturales, 6 reservas naturales, 2 reservas naturales estrictas y 1 santuario de flora, además de 3 reservas de la biosfera de la Unesco, 3 sitios Patrimonio mundial y 7 sitios Ramsar para la protección de las aves.

## Geografía
Camerún tiene una geografía muy diversa que incluye playas, desiertos, montañas, selvas tropicales y sabanas. Está dividido en cinco regiones geográficas: la costa, una llanura boscosa, cálida y húmeda, que se extiende desde el Golfo de Guinea hasta la meseta meridional de Camerún, dominada por un bosque ecuatorial con estación seca y húmeda. Esta meseta, de unos 300 m de altitud es seguida hacia el norte por la meseta de Adamawa, que supera los 1000 m, una zona herbácea y templada con abundantes precipitaciones. Más al norte, se extiende la región del lago Chad, con una altitud de 300 m, cálida, árida y cubierta de sabana y matorrales. La primera zona protegida de Camerún se estableció en 1932 bajo la administración del Imperio colonial francés.
Hay cuatro cuencas hidrográficas: en el sur, los ríos Ntem, Nyong, Sanaga y Wouri fluyen de sudoeste y oeste al Golfo de Guinea. Los ríos Dja y Kadéï fluyen hacia el sudeste y desembocan en el río Congo. El río Benue fluye hacia el norte y el oeste y desemboca en el río Níger. Finalmente, el río Logone fluye hacia el norte hasta el lago Chad, que Camerún comparte con tres países.

## Parques nacionales

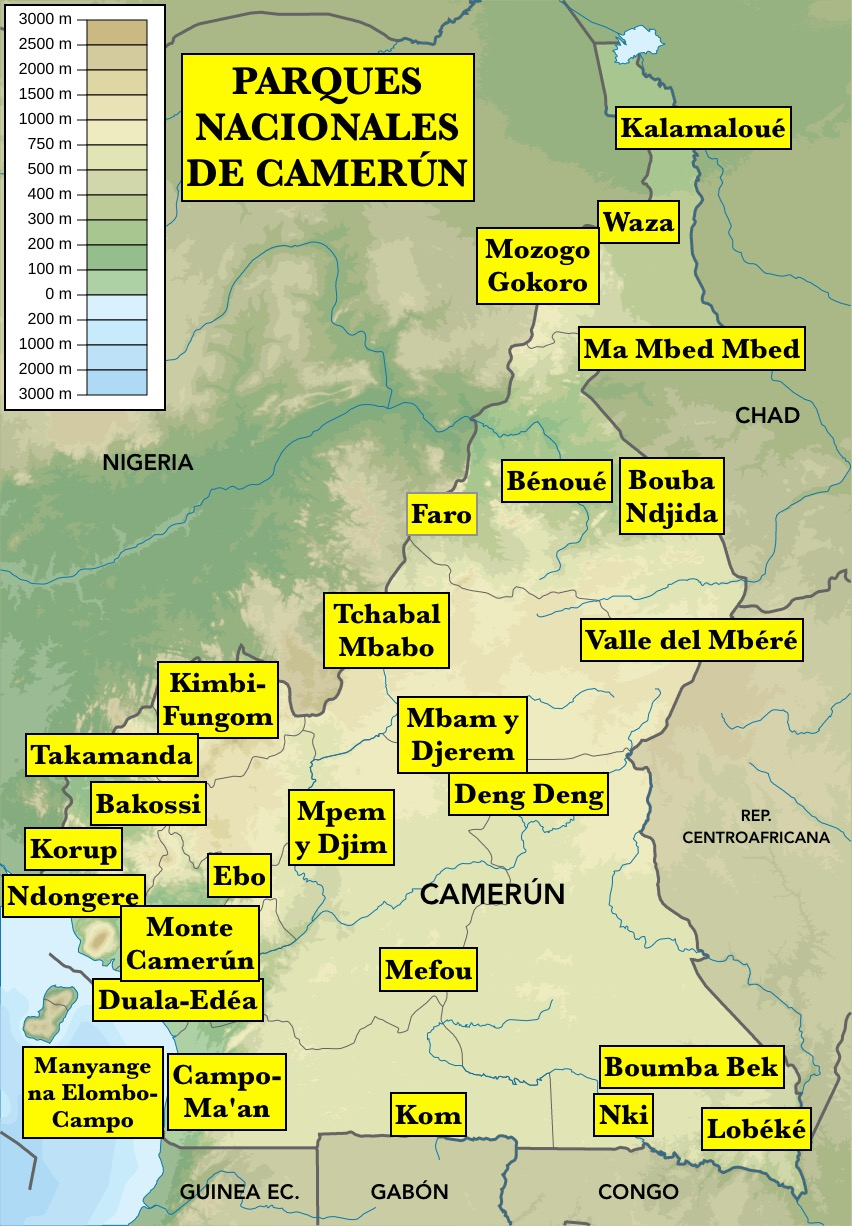
Parques nacionales de Camerún

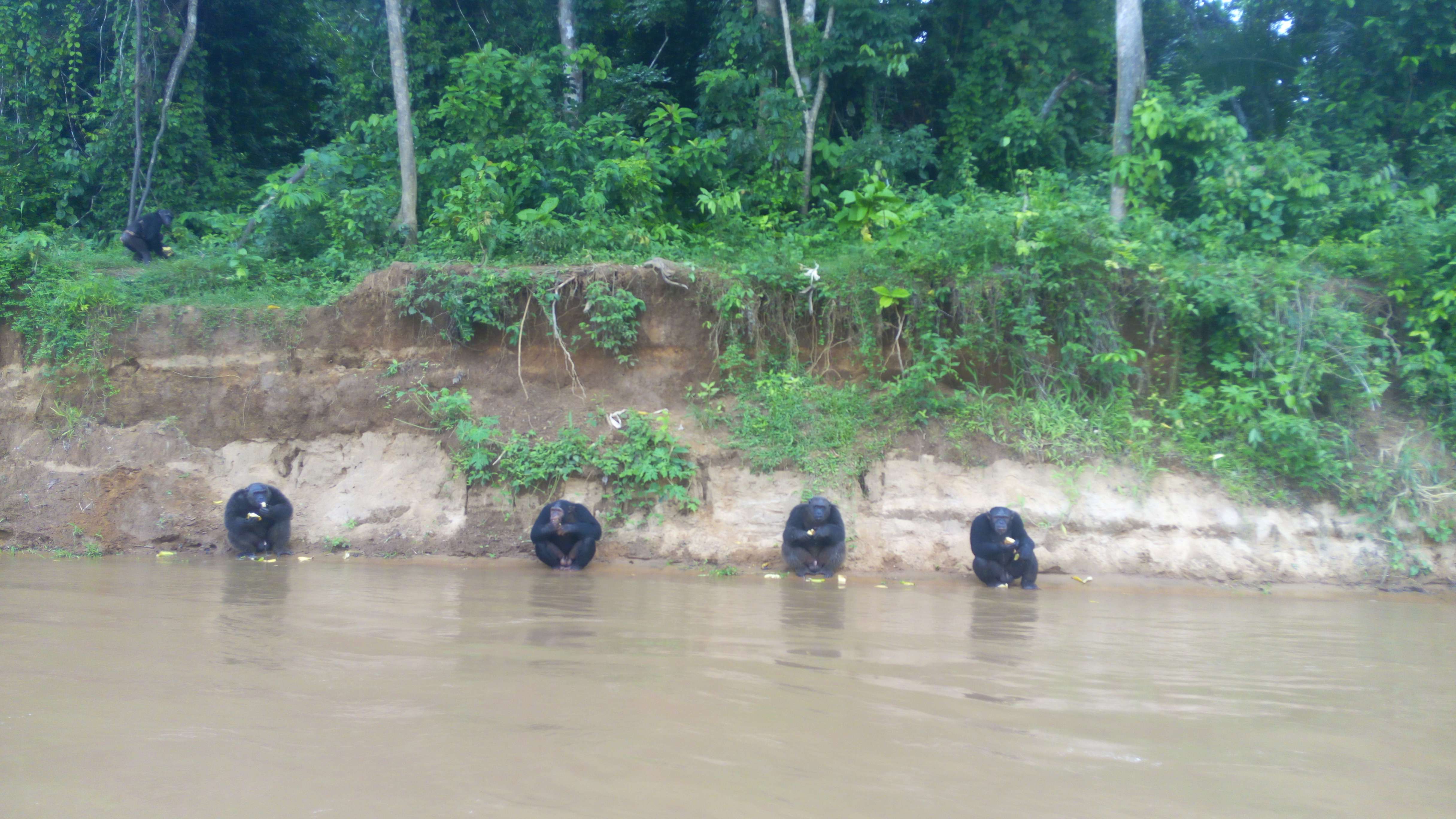
Chimpancés en el Parque nacional de Duala

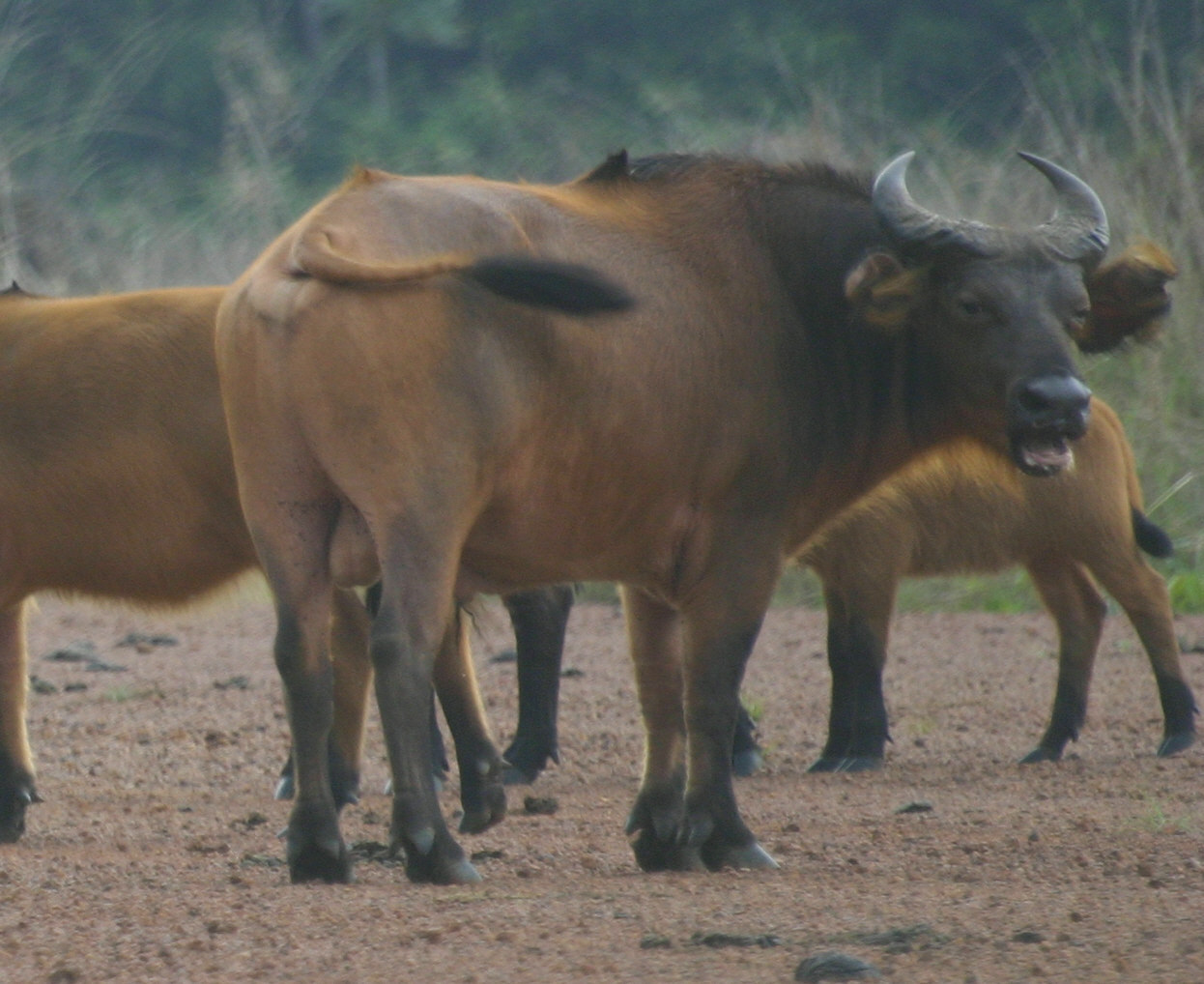
Búfalos en el Parque nacional de Lobéké.

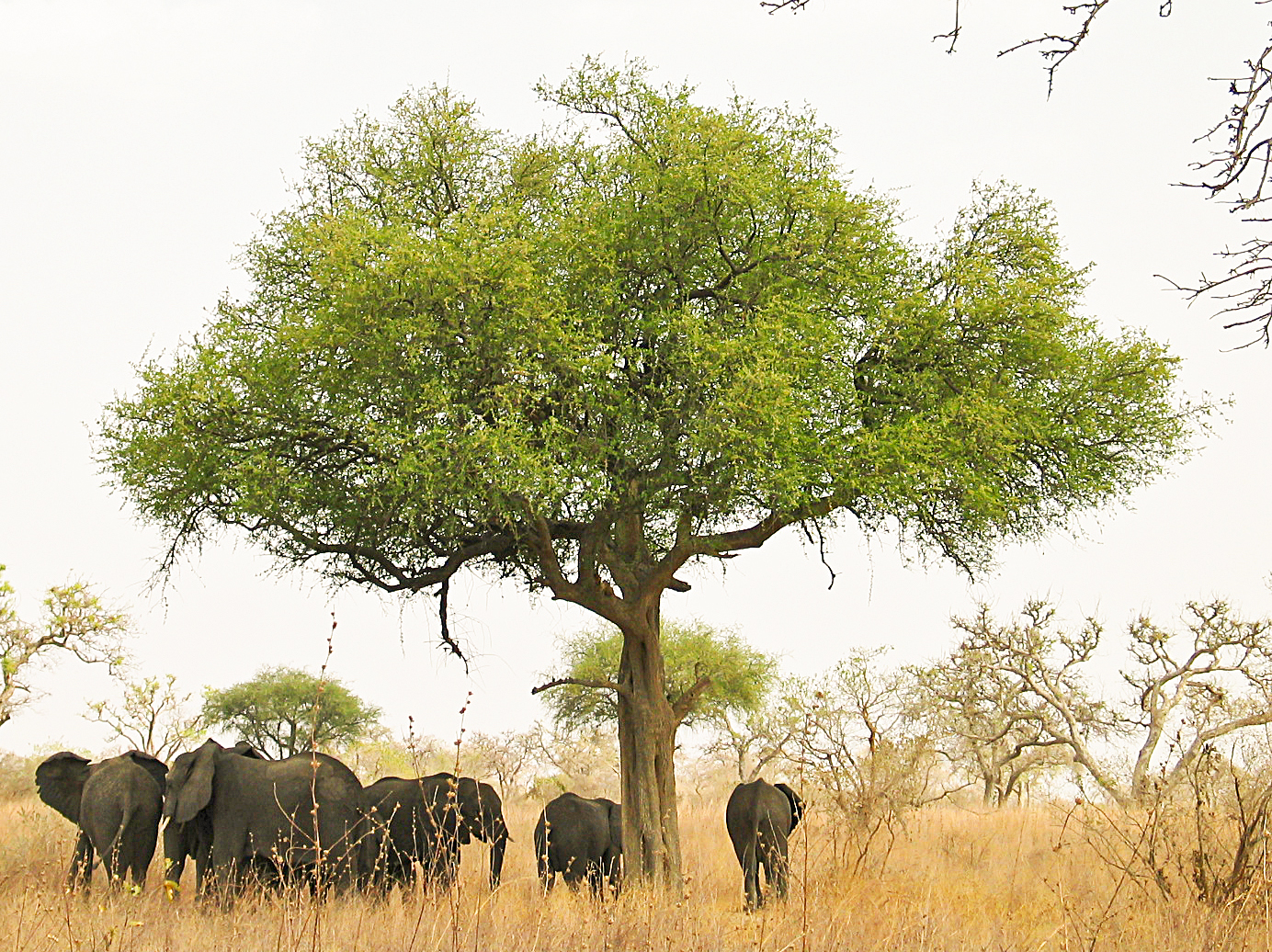
Elefantes en el Parque nacional de Waza.

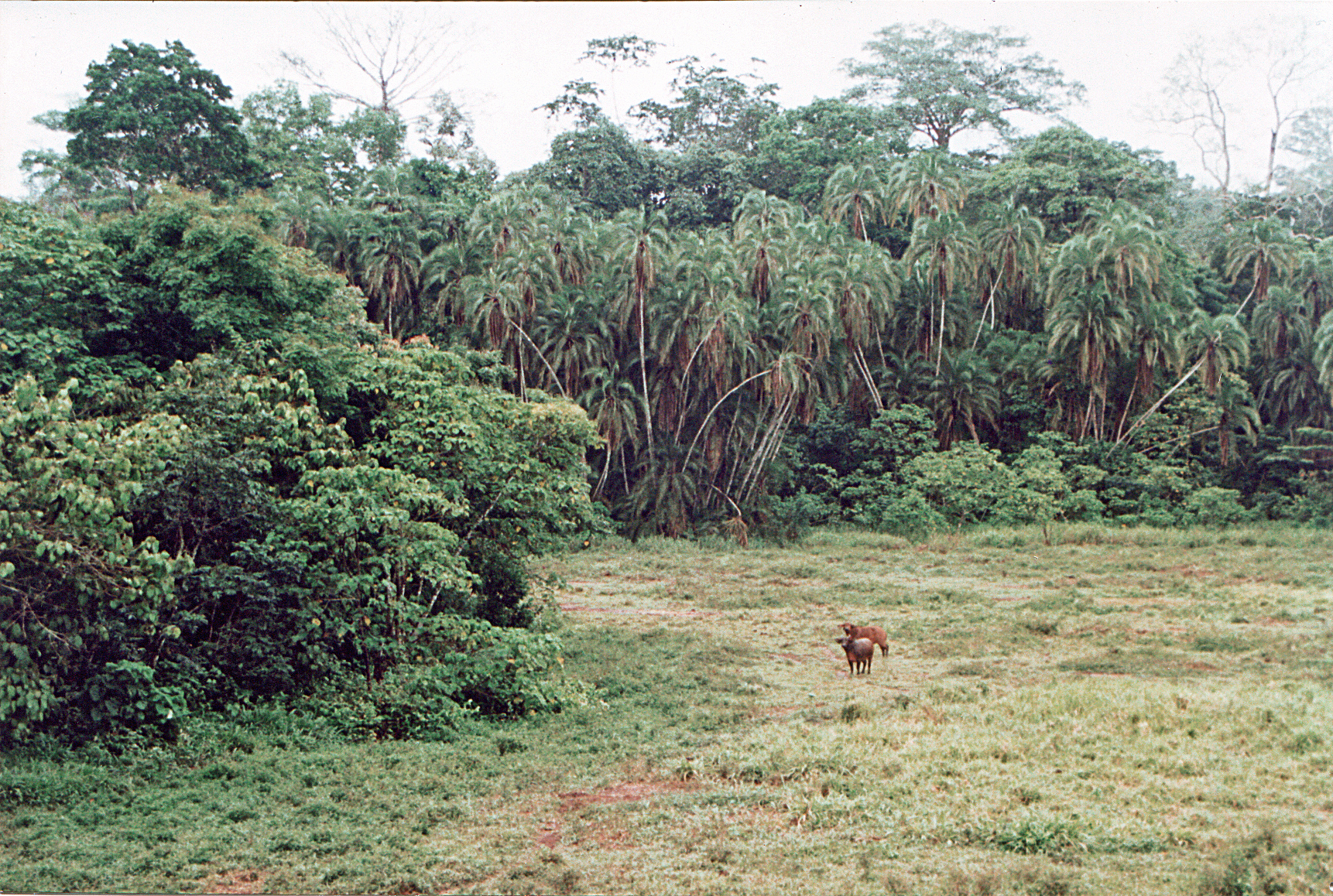
Búfalos en el Parque nacional de Lobéké

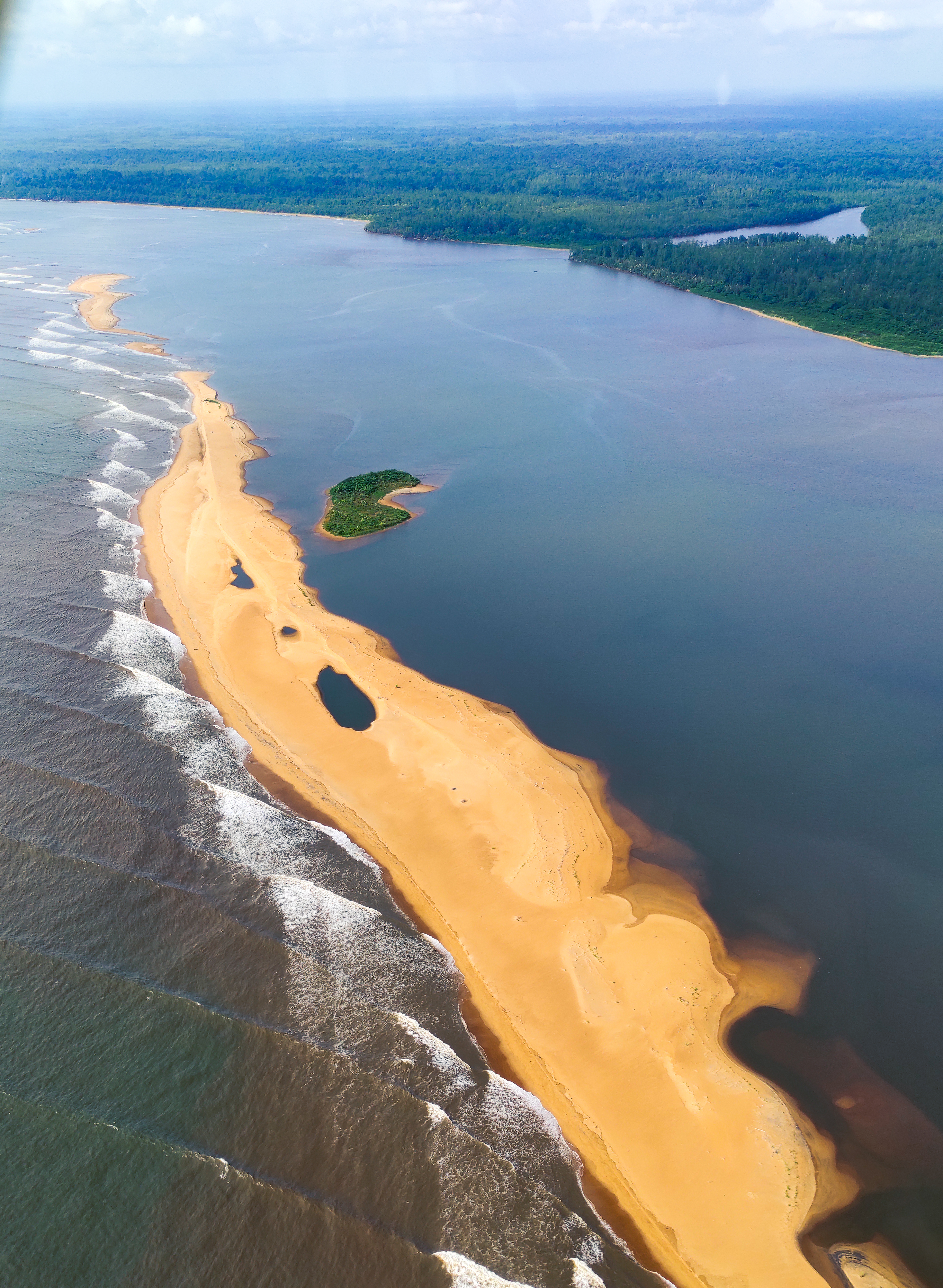
Parque nacional de Douala Edea, en la desembocadura del río Sanaga.

- Parque nacional de Bakossi, 293,2 km²

- Parque nacional de Bénoué, 1.800 km²

- Parque nacional de Boubandjida, 2.200 km²

- Parque nacional de Boumba Bek, 2.382 km²

- Parque nacional de Campo-Ma’an, 2.604 km², fronterizo con la Reserva natural de Río Campo, de Guinea Ecuatorial (330 km²).

- Parque nacional del Faro, 3.300 km²

- Parque nacional de Korup, 1.260 km²

- Parque nacional de Lobéké, 2.178 km², sudeste de Camerún. Junto con el Parque nacional de Nouabalé-Ndoki (3.921 km²), de la República del Congo, y el Parque nacional Dzanga-Ndoki (1.143 km²), de la República Centroafricana, forma el Sitio trinacional de Sangha, unido por un corredor al Parque nacional de Boumba Bek.

- Parque nacional de Mbam y Djerem, 4.235 km²

- Parque nacional de Nki, 3.093 km², unido por un corredor a la Reserva de fauna de Dja y al Parque nacional de Boumba Bek.

- Parque nacional de Takamanda, 676 km²

- Parque nacional de Waza, 1.700 km². Parte de una amplia zona de sabana en el norte, junto con el Parque nacional del Faro, fronterizo con Nigeria y el Parque nacional de Kalamaloué, en la frontera con Chad.

- Parque nacional del Valle del Mbéré, 741 km², creado en 2004 en la región de Adamawa, en el este. Sabana arbolada y bosque de galería, dominio del género Uapaca. Entre la fauna, redunca de montaña, papión de Anubis,  sitatungas, antílopes acuáticos y bushbuck septentrional, entre otros.[3]

- Parque nacional de Kimbi-Fungom, 990 km², creado en 2015 en el noroeste después de la unión de la reserva forestal de Fungom y la reserva de caza de Kimbi.[4]

- Parque nacional del Monte Camerún, 581 km², creado en 2009, en torno al pico más alto de África Occidental, de 4.095 m, un volcán con erupciones conocidas en los años 450, 1650, 1807, 1825, 1838, 1865, 1866, 1909, 1922, 1925, 1954, 1959, 1982 y 1999. De tipo efusivo, sus erupciones son lentas y con largos ríos de lava de tipo hawaiano. La selva tropical, con helechos gigantes y orquídeas, un paraíso de las aves, se extiende entre 1.675 m y 2.200 m, luego hay sabana hasta los 3.000 m, y desde aquí a la cima terreno volcánico con cráteres y arenas negras.[5]

- Parque nacional de Deng Deng, 687 km², 50 km al sudeste del Parque nacional de Mbam y Djerem y se halla dentro de la reserva forestal Deng Deng, más amplia. El objetivo es la conservación del corazón de una zona selvática poblada por grandes simios, gorilas de llanura y chimpancés, además de la presencia de elefantes de selva, hipopótamos, pangolines gigantes o duiqueros de lomo amarillo.[6]

- Parque nacional de Kalamaloué, 66.89 km² (propuesto), orillas del río Chari, al norte, en la frontera con Chad. En parte, llanura inundable con densos matorrales de Mimosa pigra y herbazales de Echinochloa stagnina y bosques de tamarindos y Celtis africana. Al sur, en la parte no inundable, bosques de acacia nilótica. Destacable por las aves, y entre los mamíferos, gacela de frente roja y  tsessebes. Hay unos 300 elefantes africanos de sabana.[7]

- Parque nacional de Mefou, 11.01 km² (propuesto), al sur de Yaundé, es un santuario de primates gestionado por Ape Action Africa; gorilas, chimpancés y mandriles.[8]

- Parque nacional de Tchabal Mbabo, 1.068 km² (propuesto), centro oeste, en la frontera con Nigeria, donde se halla el Parque nacional de Gashaka Gumti con la proposición de crear un parque transfronterizo con el fin de proteger al chimpancé, el leopardo, el hipopótamo, la redunca de montaña, varias especies de  duiker y unas 500 especies de aves.[9]

- Parque nacional de Manyange na Elombo-Campo, 1.103 km² (propuesto), parque marino en el sudoeste del país, cerca de la frontera con Guinea Ecuatorial.[10]

- Parque nacional de Ndongere, 2.345 km² (propuesto). Área marina protegida en el noroeste, en la frontera con Nigeria, formada por un gran complejo de manglares de costa y estuario. Dentro del parque se encuentra el sitio Ramsar del estuario del Río del Rey. Por otro lado, la empresa petrolera Perenco tiene cuatro concesiones dentro del parque.

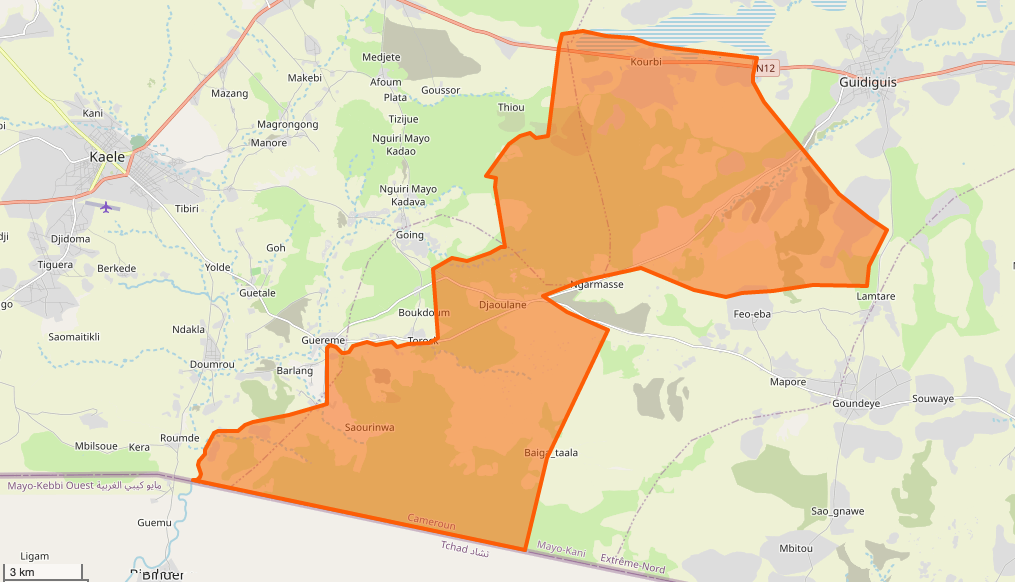
Parque nacional de Ma Mbed Mbed

- Parque nacional de Ma Mbed Mbed, 142 km² (propuesto), norte del país, en la frontera con Chad. Reserva forestal.[11]

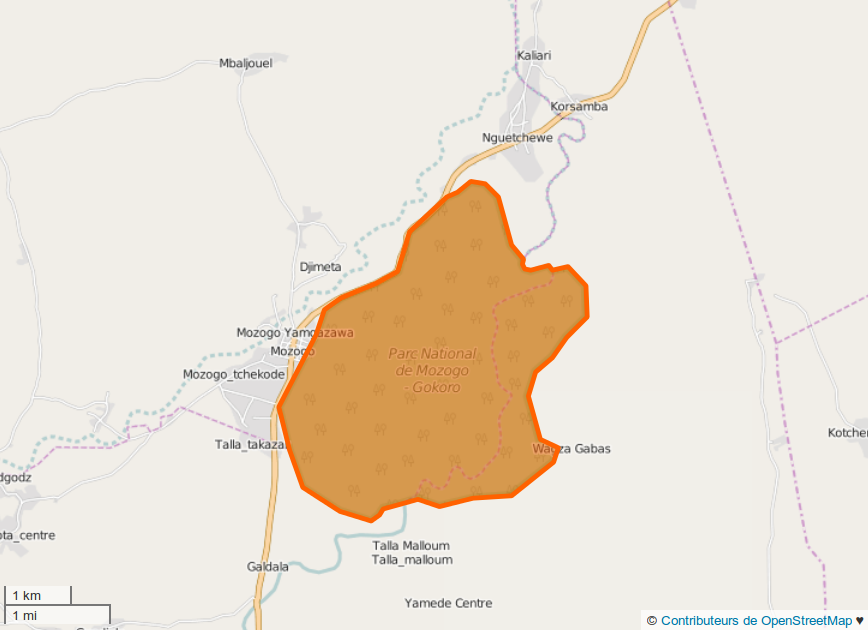
Parque nacional de Mozogo-Gokoro

- Parque nacional de Mozogo Gokoro, 17,24 km² (propuesto). En la árida región del Extremo Norte, cerca de la frontera con Nigeria. Es un valle poco profundo, de unos 440 m de altitud, entre las sierras del macizo de Mandara y el macizo de Mora, al nordeste del anterior. Al oeste pasa la carretera que va de Mokolo, a 25 km del parque, a Mora, junto al pueblo de Mozogo, adyacente al parque. El suelo es pobre, de arcilla arenosa procedente de las montañas graníticas, con una estación seca de octubre a mayo.[12] El clima es semiárido con lluvias que oscilan entre los 1000-1500 mm en el macizo de Mandara y los 600 mm en Mora, con una media de 800-1000 mm y una temperatura media de 26-28 oC. No llueve entre noviembre y marzo, lo que da lugar a una vegetación de estepa arbustiva saheliana sudanesa, con combretáceas y leguminosas. Hay tres cursos de agua estacionales que mantienen densos bosques de galería, con algo de bosque abierto. La población, que abunda, extrae madera y plantas medicinales en una zona donde casi no hay árboles. Entre la fauna hay pitón de Seba.[13]

- Parque nacional de Kom, 678 km² (propuesto). Bosque submontano, hasta ahora Reserva forestal de Kom-Wum (KWFR), en la Región del Noroeste, a 50 km de Bamenda. Alberga seis especies de monos (entre ellos el cercopiteco de Preuss, mandriles y colobos), una de grandes simios (chimpancés), cuatro de galagos y dos de pottos, estos últimos nocturnos. Se halla entre 700 y 1500 m de altitud y hay unas 8000 personas repartidas en 5 aldeas en la zona. Se han encontrado huellas de potamoquero rojo, hay pangolines, cocodrilos, pitones y camaleones. Para proteger la zona se crearon pequeñas zonas protegidas de bosque rodeadas de pasto, pero la mala gestión ha acabado con la megafauna, aunque podría haber búfalos e imbabalas, y los bosques están amenazados.[14] La reserva forestal de Kom-Wum, propuesta santuario, de 80 km2 tiene un bosque de 16 km2 con una elevada densidad de chimpancés.[15]

- Parque nacional de Ebo (1.417 km² (propuesto). Hasta ahora, bosque de Ebo. Mosaico de bosque bajo y montano con una elevada proporción de bosque virgen, A 20 km al norte del río Sanaga. Se han registrado ejemplares de colobo rojo de Preuss, especie en peligro grave de extinción. Además, hay chimpancés, gorilas occidentales, rana goliath, elefante de bosque, picatartes cuelligrís y loro yaco, entre otros.[16]

- Parque nacional de Duala Edéa, 2.715 km². Antes reserva de fauna, está situado en el departamento de Sanaga-Maritime, en la región Litoral de Camerún. Sigue la costa atlántica al sur de Duala a lo largo de unos 35 km hasta el río Dibompé. Incluye el lago Tissongo, unido al río Sanaga por un canal de marea de 5 km. El parque cubre parte de las localidades de Mouanko, Edéa, Dizangué y las islas de Manoka. Está limitado al norte por los barrios meridionales de Duala, al sur por Kribi, al oeste por el océano Atlántico y al este por la carretera nacional de Edéa a Kribi. Está rodeado de zonas relativamente industrializadas o muy pobladas. La mayor parte, el 80 %, está cubierto de bosque tropical húmedo de llanura, con un 15 % de manglares. La reserva de Mouanko entre el río Sanaga y el estuario del Wouri, posee 150 km2 de manglares. El parque está amenazado por la tala de madera para la construcción y el ahumado de pescado. Entre la fauna hay elefantes de bosque, chimpancés y otros simios, antílopes, tortugas marinas, cocodrilos, delfines, aligátores, numerosas especies de peces y aves acuáticas y terrestres.[17]

- Parque nacional de Mpem y Djim, 974,8 km2. Creado en 2004 en el departamento de Mbam-et-Kim, limitado al norte por los ríos Métir y Dji, y al este y sur por el río Djim. Al norte, una cadena de montes alcanza los 1293 m, aunque en general oscila entre los 800 m al sudoeste y los 560 m al nordeste. Tiene una estacionalidad seca de noviembre a abril, por lo que la vegetación oscila entre la sabana, las galerías arboladas, los prados y los bosques densos. Recibe el nombre de los ríos Mpem, que lo cruza, y Djim, que lo bordea. Alberga elefantes, chimpancés, búfalos e hipopótamos.[18]

## Santuarios de la naturaleza

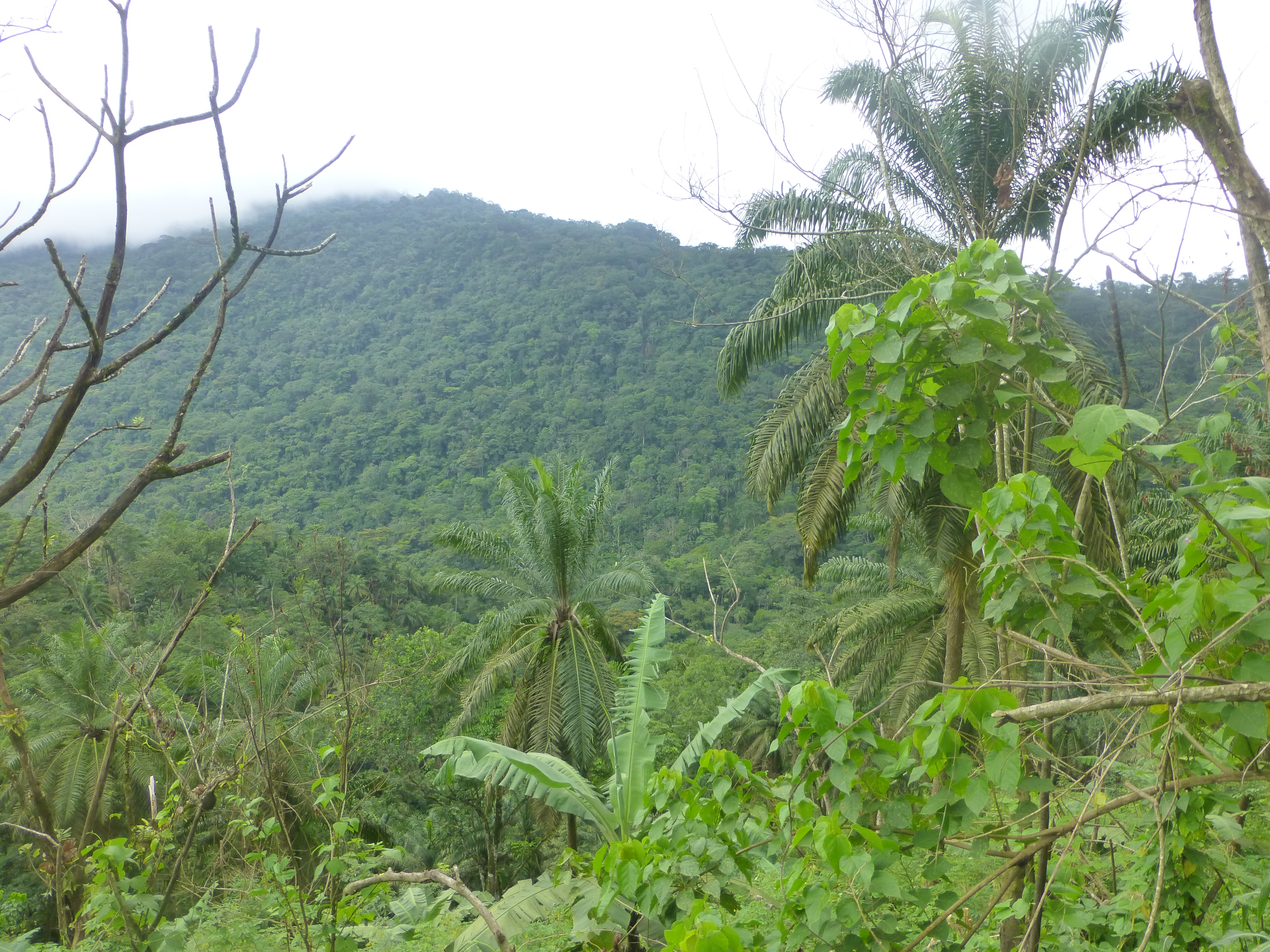
Vista del Santuario de la naturaleza de Bayang-Mbo

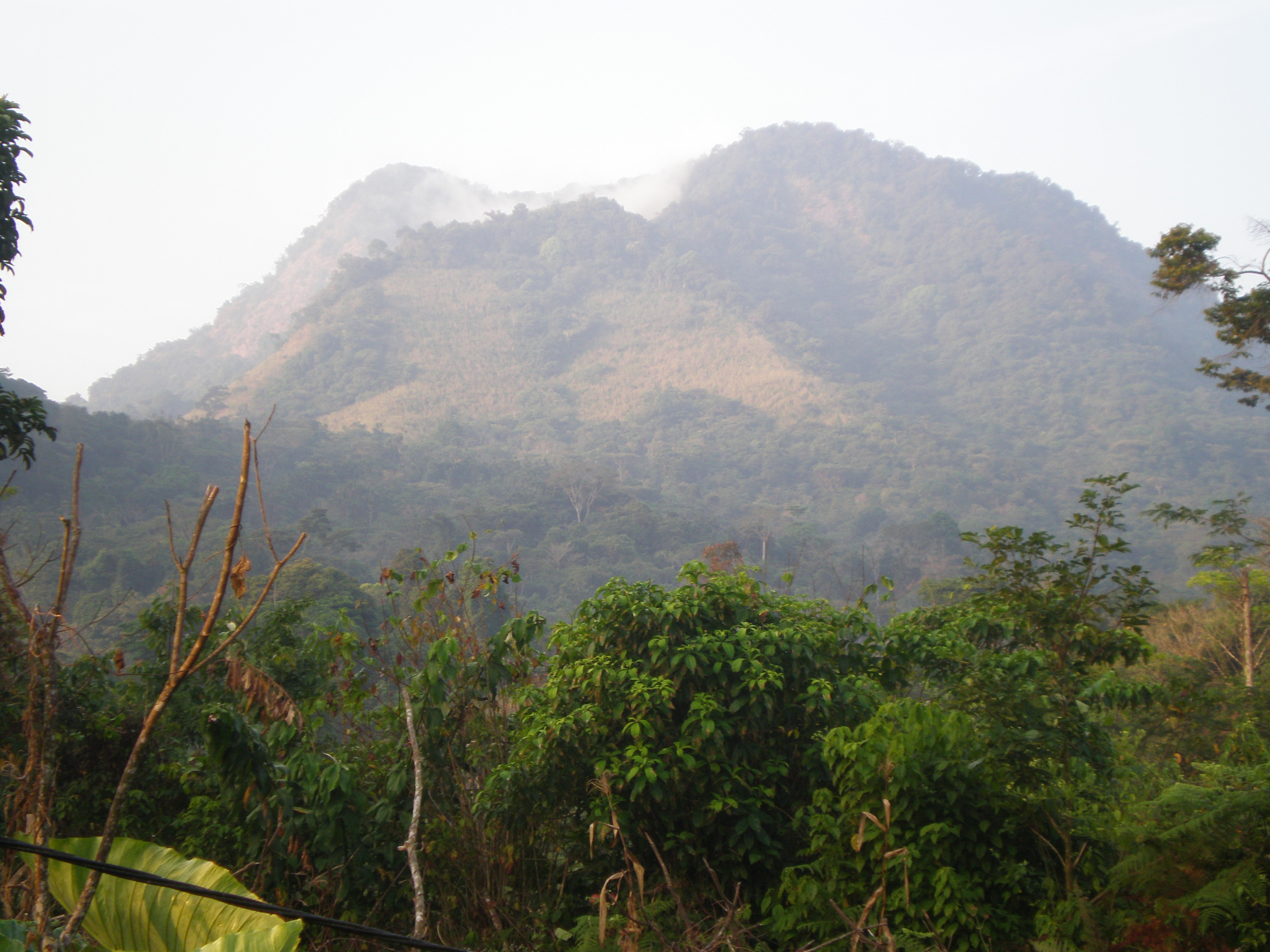
Monte Rata, de 1806 m, en la reserva de las colinas Rumpi.

- Santuario de la naturaleza de Bayang-Mbo, 664 km². En la región del Sudoeste, creado en marzo de 1996, en un entorno muy agreste de colinas boscosas. Se cree que alberga la mayor población de chimpancés de la región (500 a 1000 de la subespecie Pan troglodytes ellioti, de los 3500-9000 que hay en el mundo) y una considerable cantidad de elefantes de bosque. También hay mandriles y siete especies de cercopitecos. En total, hay unas 322 especies de aves, incluida la amenazada bubú del Kupé, además de 71 especies de reptiles, 2 de tortuga, 23 de lagartos y 46 de serpientes.[19]

- Santuario de la naturaleza de las colinas Rumpi o Rumpi Hills, 456,75 km2. Antes reserva natural, en el sudoeste, en el departamento de Ndian, en una zona de colinas volcánicas, con arcilla y areniscas emanadas de alguna erupción, al sudeste del Parque nacional de Korup. Alberga elefantes, mandriles y mona de Preuss. Viven tres etnias en la zona, con 52 asentamientos y derecho a utilizar la madera siempre que no sea con fines comerciales. El punto más alto es el monte Rata, de 1806 m, con bosque submontano entre 900 y 1800 m, dominado por la leguminosa Caesalpinioideae. Los árboles pueden alcanzar 35 m con un follaje que cubre del 60 al 90 por ciento del suelo. Hay unas 198 especies de aves, entre las que destacan el charlatán goliblanco, la paloma nuquialba y el gladiador pechiverde. También se encuentran la musaraña Myosorex rumpii, el puercoespín común y la rana peluda. También es zona de interés para las aves por BirdLife.[20]

- Santuario de gorilas de Mengame, 1300 km2, en loc confines de la frontera Camerún-Gabón, en la region del Sur. La enorme biodiversidad del lugar en plena selva ecuatorial permite la existencia de gorilas, chimpancés y elefantes, así como mandriles, monos mangabeys, búfalos y sitatungas, 193 especies de aves y 23 de peces. Hay 307 especies leñosas en 193 géneros, con muchas especies raras, como Guibourtia tessmannii y numerosas especies no maderables, como el mango africano, el moabi y Ricinodendron heudelotii, de 50 m de altura. El santuario está rodeado por 34 aldeas de las etnias fang y bulu, del clúster de los beti-pahuin, con la presencia de pigmeos baka en la zona oriental.[21]

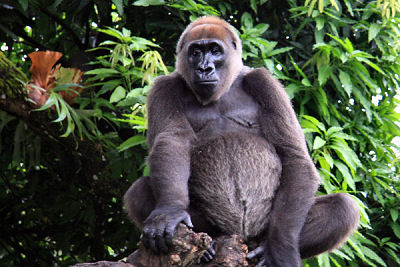
Gorila occidental del río Cross, en el Centro de vida salvaje de Limbe, en Camerún.

- Santuario de gorilas de Kagwene, 19 km², en la región del Noroeste, entre los bosques de Mbulu y Nijikwa. Consiste en un terreno muy accidentado que representa el punto de mayor altitud donde habita el gorila occidental del río Cross, con el punto más alto a 2037 m. El hábitat del gorila se encuentra hacia la mitad de esta altitud, el resto son praderas o cultivos. Solo la mitad del santuario está arbolado y permite la existencia de los gorilas. Hay unos 11-14 bosques de este tipo que albergan este gorila, entre Camerún y Nigeria, que cubren en total unos 12.000 km2 de terreno muy agreste. Se calcula que hay 70-90 individuos en Nigeria y 150 en Camerún.[22][23]

- Santuario de la naturaleza de la colina de Tofala, 1.567 km². Creada en 2014 para proteger el raro gorila occidental del río Cross. Había en 2014 unos 20-30 ejemplares. Estos gorilas se distribuyen en unas 14 pequeñas poblaciones fragmentadas. Se separaron del gorila occidental de llanura hace unos 20.000 años y se diferencian por el tamaño del cráneo y los dientes. En Camerún, las reservas o santuarios de gorilas son Kagwene, las colinas Mawambi, el bosque de Mbulu, la reserva forestal del río Mone, el Parque nacional de Takamanda y el complejo de colinas de Tofala. Estas últimas se encuentran a 40 km del bosque del río Mone, el lugar más cercano donde hay gorilas. En Tofala hay además unas 355 especies de aves, 50 endémicas de las tierra altas afromontanas y 15 globalmente amenazadas. También hay chimpancés, mandriles y el cercopiteco de Preuss.[24]

## Reservas naturales

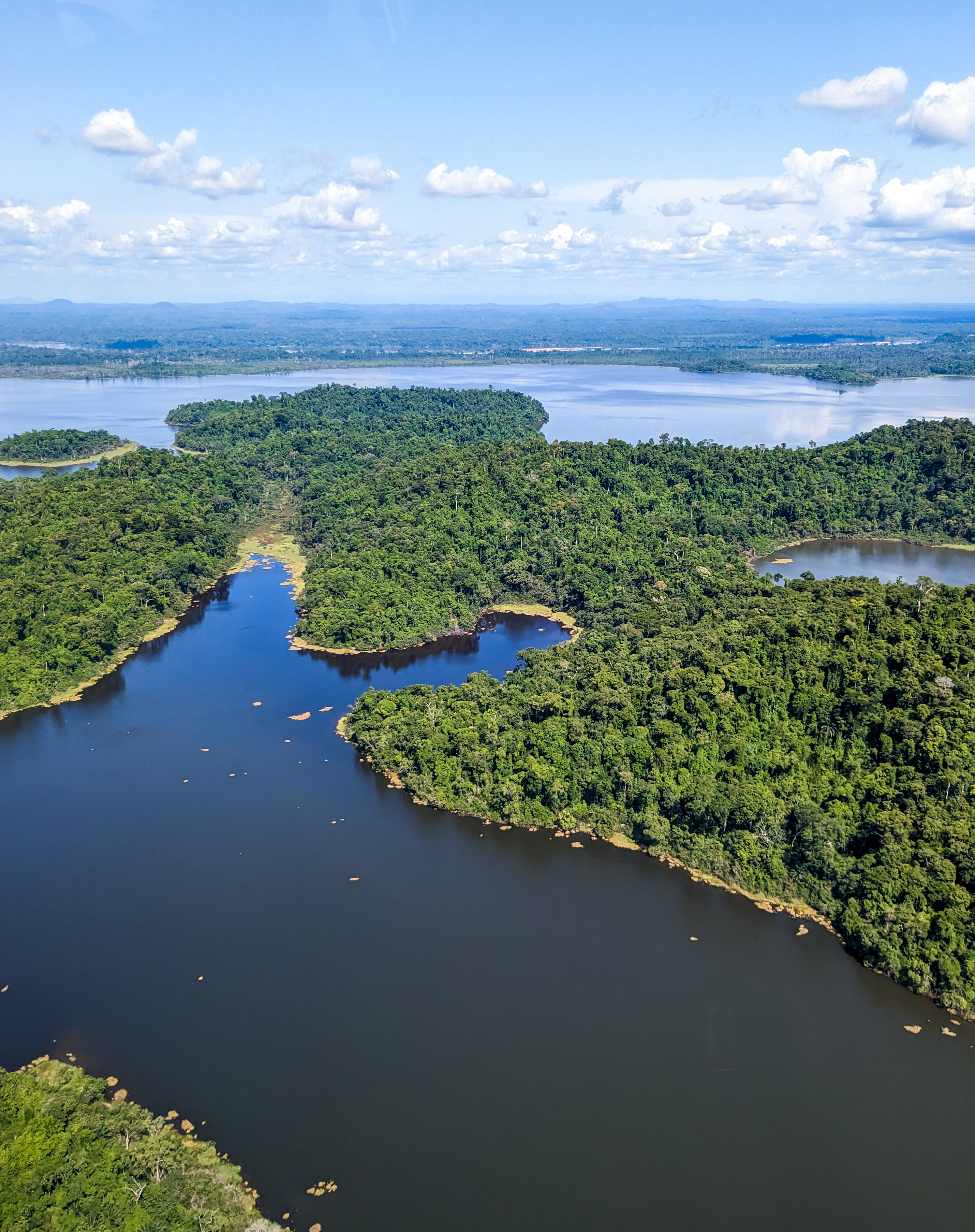
Reserva de fauna del lago Ossa

Monte Camerún y los conos que forman la meseta alta occidental con las distintas reservas forestales.

- Reserva de fauna de Dja, 5260 km2. Una de las selvas africanas mejor conservadas, con un 90% de su superficie virgen. El río Dja bordea el área, creando un paraíso para una de las más ricas regiones del planeta en términos de biodiversidad. De entre las 107 especies de mamíferos que pueblan la reserva, es notable la gran variedad de primates. Algunas de las especies amenazadas son el elefante africano de bosque (Loxodonta ciclotys), el chimpancé (Pan troglodytes) o el gorila de llanura (Gorilla gorilla).
- Reserva natural del lago Ossa, 40 km2. Ossa es uno de los mayores lagos de Camerún, con 40 km2 de extensión, a solo 50 km del golfo de Guinea y 12 km al oeste de la ciudad de Edea. Tiene una compleja morfología dividida en cuatro partes. Su anchura máxima es de 7 km, y su máxima profundidad de 7 m durante la estación de las lluvias. Está conectado con el río Sanaga por un canal de 3 km. Su color varía según la época y el lugar. Es el hábitat de especies como el manatí, tortugas de agua dulce, lagartos monitor, serpientes y numerosos peces. Entre las plantas acuáticas domina Echinochloa pyramidalis, seguida de Paspalum vaginatum y Sclerosperma manii. El bosque está muy mermado por las actividades humanas. En la reserva crecen árboles del género Hevea y palma aceitera. En los cultivos, plátanos, mandioca y taro. En el lago, 18 especies de peces que alimentan a la población. El lago es el 90 % de la reserva natural.[25]

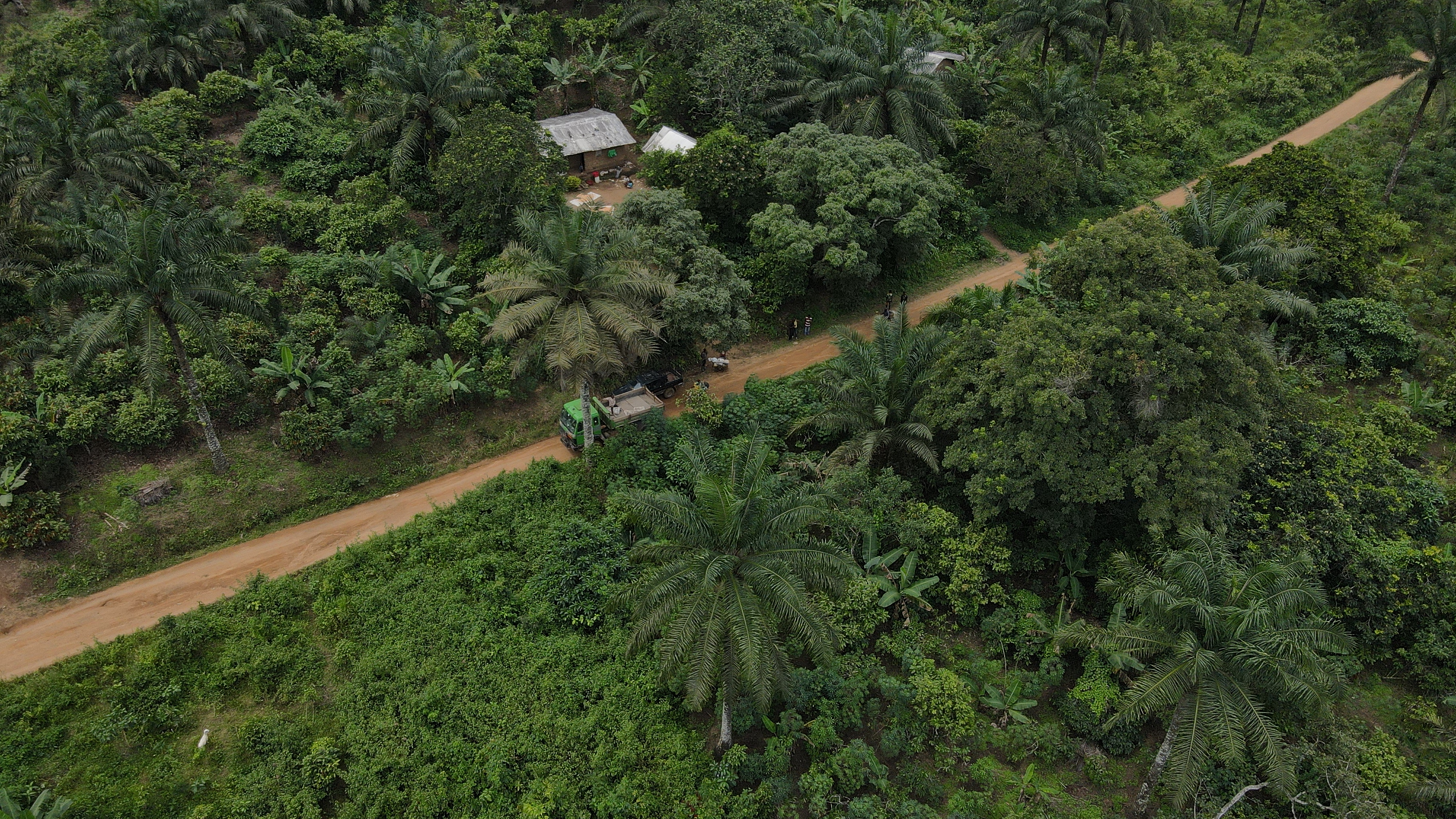
Reserva de fauna de Santchou en 2024

- Reserva natural de Santchou, 70 km2. En el departamento de Menoua, es la única reserva de fauna en la región del Oeste. En una zona de sabana húmeda con fuerte presencia de elefantes, especialmente elefantes pigmeos. En 2003, la deforestación destruyó el 40 por ciento de la reserva en pro de la agricultura, el cultivo de caco y café, los cultivos alimentarios y la explotación forestal. La vegetación se caracteriza por un bosque secundario de montaña semicaduco de Lophira alata, Terminalia superba, Ceiba pentandra y Albizia zygia, un bosque pantanoso y una sabana herbácea dominada por Imperata cylindrica, Annona senegalensis e Inga edulis. Hay búfalo rojo. Los elefantes que se sienten amenazados huyen hacia la región del Sudoeste y algunos a las laderas del monte Manengouba.

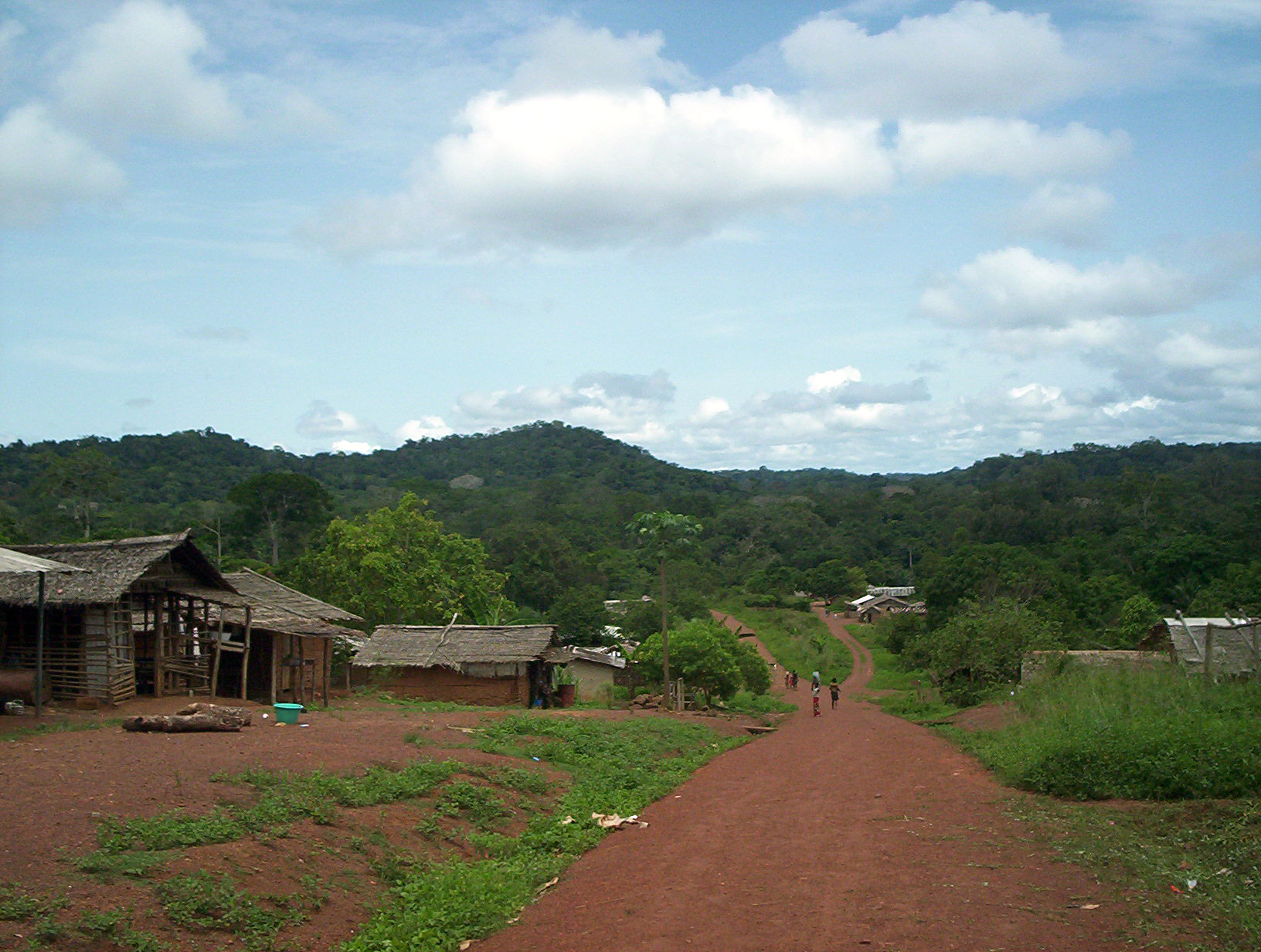
Ngoyla, en la región del Este, en Camerún, miando hacia el Congo.

- Reserva natural de Ngoyla, 1567 km2. En el sudeste de Camerún, es un corredor para la megafauna de la selva del Congo que habita en una amplia zona protegida conocida como TRIDOM, el paisaje trinacional Dja-Odzala-Minkebe, que engloba el 10 % del bosque lluvioso de la cuenca del Congo. Cubre 150.000-178.000 km2 en tres países, Camerún, Gabón y la República del Congo. En la zona, que engloba 11 áreas protegidas, viven unas 250.000 personas, entre ellos unos 10.000 pigmeos baka, que dependen de los recursos naturales.[26] La reserva de Ngoyla se crea con el fin de evitar la degradación del bosque entre el gobierno de Camerún y WWF en 2014, con un área colchón que alcanza los 5000 km2, en tierras que pertenecen a los pigmeos baka. Con el nombre de bloque forestal Ngoyla Mintom (Ngoyla Mintom forest bloc), se quedan dentro unas 12.000 personas, de los que 6000 son baka en nueve comunidades que dependen de los recursos de la selva.[27] Ngoyla está entre 500 y 600 m de altitud, con precipitaciones que van desde los 1500 mm en el norte, a los 2000 mm en el sur, con un bosque siempreverde que cubre el 82% del territorio y un 15 % de bosques pantanosos. Hay elefante de bosque, gorila occidental, chimpancé común, leopardo, búfalo rojo, bongo, sitatunga y duikers. Los elefantes de mueven entre la Reserva de fauna de Dja, el Parque nacional de Nki y el Parque nacional de Minkebe, en Gabón.

- Reserva natural de Wall-Mbargué, 113 km2. En el centro del bosque de Mbargué, en el sudeste de Camerún, se encuentra el santuario para la salvaguarda de los chimpancés de Sanaga-Yong (Sanaga-Yong Chimpanzee Rescue). El centro apenas tiene 91 ha en el bosque, que alberga unos 80 chimpancés.[28]

- Reserva natural del cráter de Mbi, 370 ha. Es un cráter volcánico con un pequeño pantano permanente, de 1,45 x 1,27 km de anchura y 2015 m de altura en la Meseta alta occidental de Camerún. Debido a la intensa actividad humana en la zona (incendios, pastoreo, agricultura), el bosque montano ha sido muy degradado, excepto en la reserva o bosque de Kilum Ijim en el monte Oku. El bosque de Mbi está muy fragmentado. Los árboles son de los géneros Podocarpus, Ilex y Olea capensis.[29] El cráter de Mbi es también zona de interés para las aves por BirdLife. La cresta está cubierta de Gnidia y otras herbáceas de montaña. La principal sección de bosque se halla sobre 1900 en el franco noroeste. Hay unas 120 especies de aves. destacan el turaco de Bannerman y el batis carunculado de Bamenda.[30]

#### Santuario de vegetación

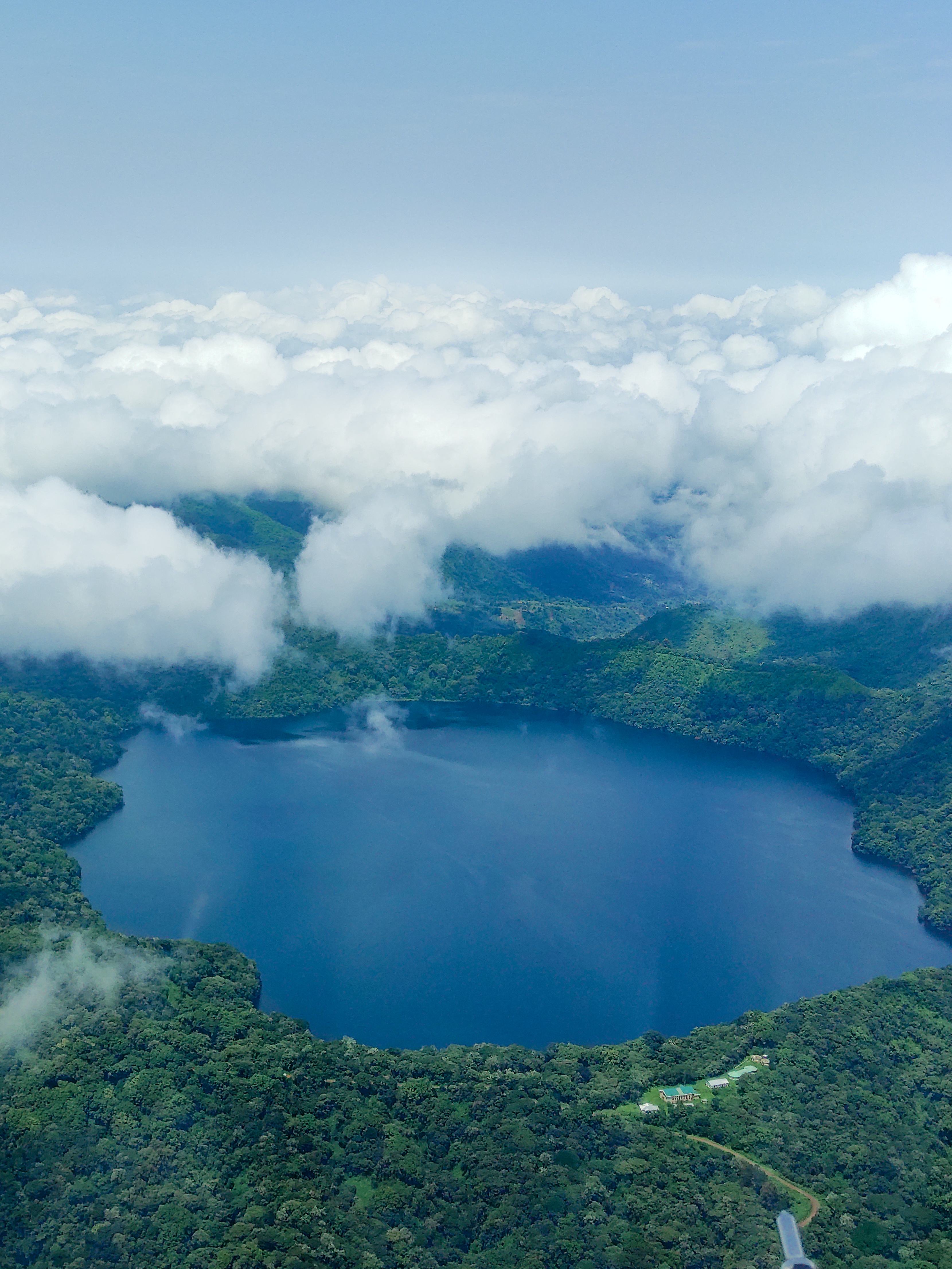
Lago de Oku

- Bosque de Kilum Ijim, en el monte Oku, 10 km². Es un área de bosque de montaña en la región del Noroeste, en la Meseta alta occidental de Camerún, con el lago Oku en el centro. Es la mayor área de bosque afromontano de África Occidental, importante por su biodiversidad, que incluye el turaco de Bannerman y el batis carunculado de Bamenda. Kilum Ijim es otra denominación para el monte Oku, área de importancia para las aves, en la que hay un proyecto de conservación y regeneración.[31] La zona protegida por BirdLife ocupa 200 km2 en torno al bosque santuario. El monte Oku, de 3011 m, es, después del monte Camerún, el más alto de África occidental. Kilum Ijim como reserva forestal comunitaria formaría el contorno del monte entre los 1600 y los 2200 m, con árboles como Carapa procera, Schefflera abyssinica, Schefflera mannii y Syzygium guineense bamendae. En las zonas más altas domina Podocarpus latifolius y por encima de 2600 m, el bambú Arundinaria.[32]

#### Reservas naturales estrictas

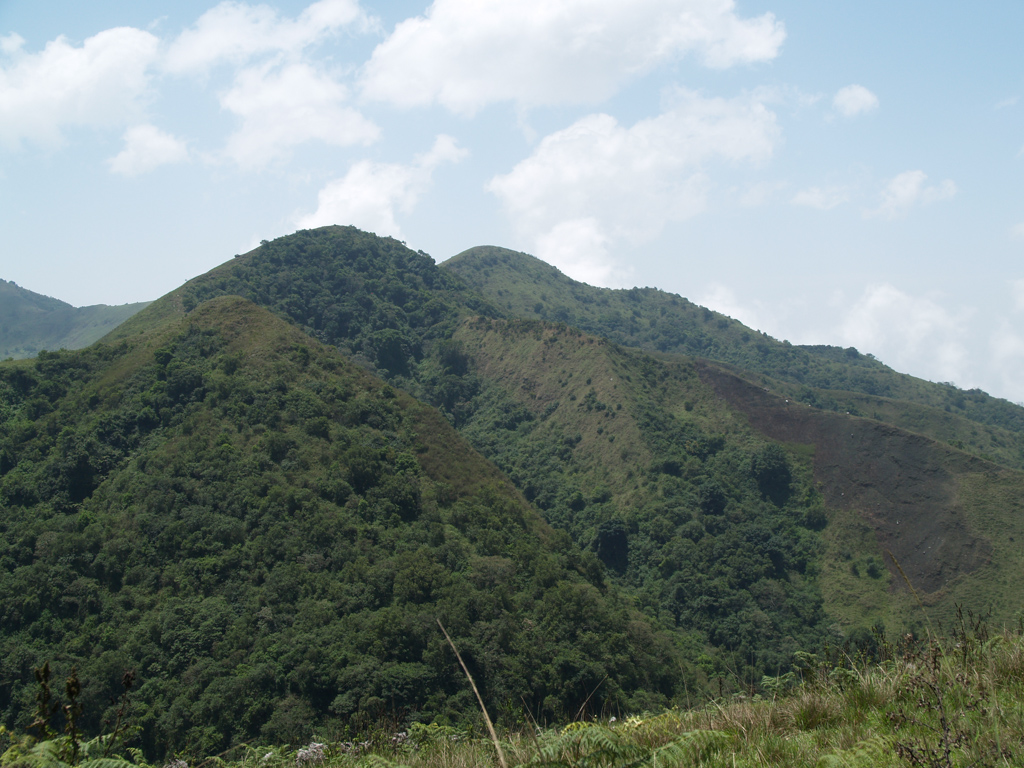
Monte Manengouba

- Monte Manenguba, 52, 5 km2. Volcán en la región del Sudoeste de Camerún, de 2411 m de altitud, en 5.03°N-9.83°E.[33] Se encuentra separado del monte Camerún por el campo volcánico de Tombel Graben,[34] área de 800 km2 dominada por el monte Kupe, de 2064 m. La última actividad del Manenguba fue hace entre cuatrocientos y cien mil años, dando lugar a cientos de conos piroclásticos y tres maares. La cadena montañosa de NE a SW, a la que pertenece separa África Occidental de la cuenca del Congo. Forma parte de un paisaje conocido como Nlonako-Manenguba, que incluye la reserva propuesta del monte Nlonako,[35] de 1825 m, a solo 18 km al sudoeste del macizo del monte Manenguba y 28 km al nordeste del monte Kupe. Se caracteriza por su elevado endemismo, especialmente entre anfibios (unas 100 especies) y reptiles. Tres de las especies en peligro son Cardioglos trifasciata, Cardioglossa manengouba y Leptodactylodon erythrogaster, amenazadas por la pérdida del hábitat.[36] Entre la diversidad de ranas se encuentra la rana goliath, así como pangolines gigantes. Un documental llamado The Mists of Mwanenguba, remarca la importancia del lugar.[37][38]

- Monte Kupe. Es una montaña plutónica en el altiplano occidental de Camerún, que forma parte de la línea de volcanes de Camerún. Es la más alta de las montañas Bakossi, con 2064 m .[39] Tiene 4 ríos, Manyu, Nkam, Moungo y Woun, protegidos por el Parque nacional de Bakossi. En la zona de las fuentes hay mandriles y chimpancés, así como colobos, cercopitecos y otros mamñiferos como los duikers. El bosque llega hasta los 1500 m en el este, y hasta los 750-1100 en el oeste.[40]

## Reservas de la biosfera de la UNESCO

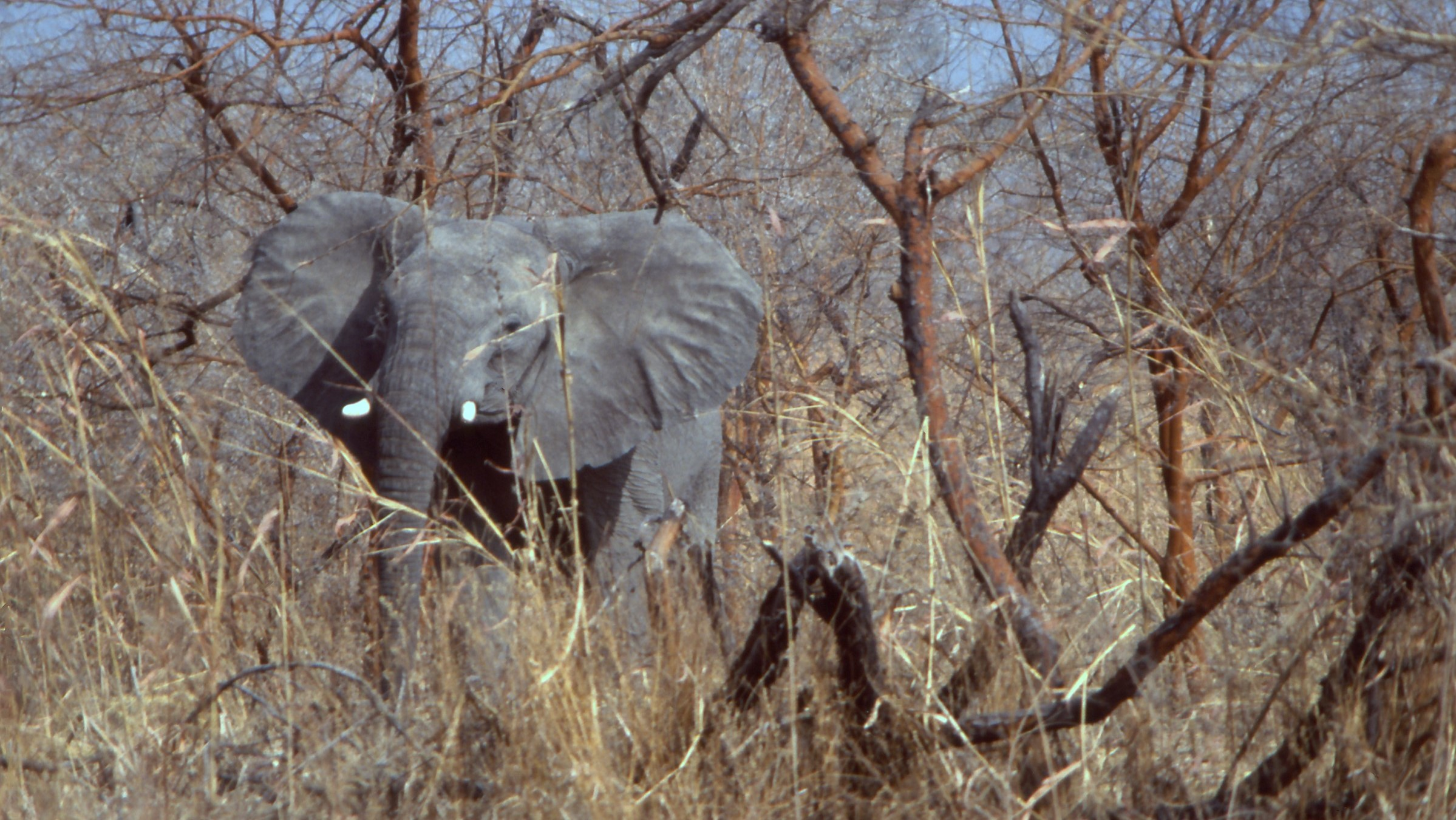
Elefante africano en Waza

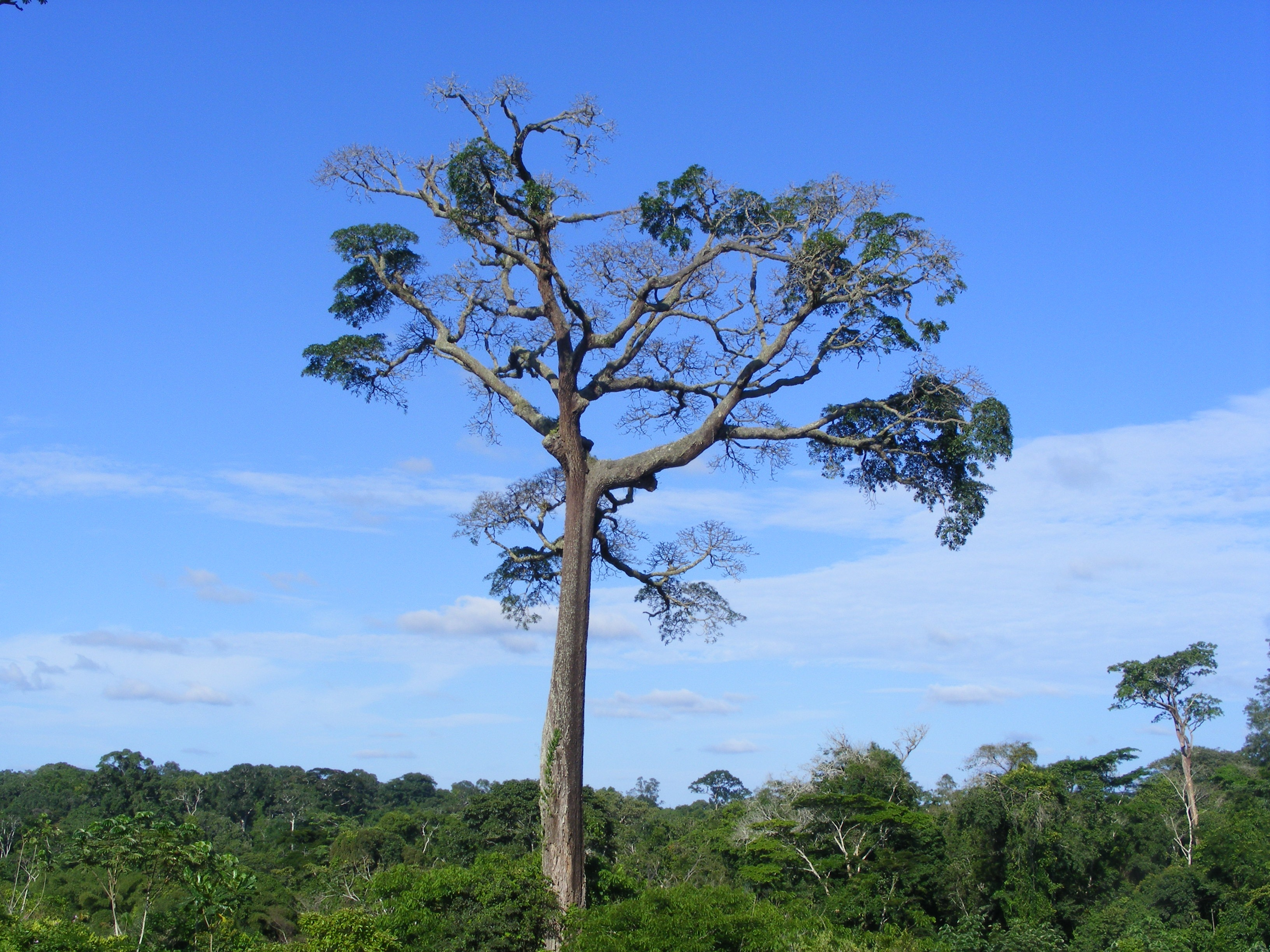
Baillonella toxisperma, conocida como moabi, madera comercial en las selvas del Congo

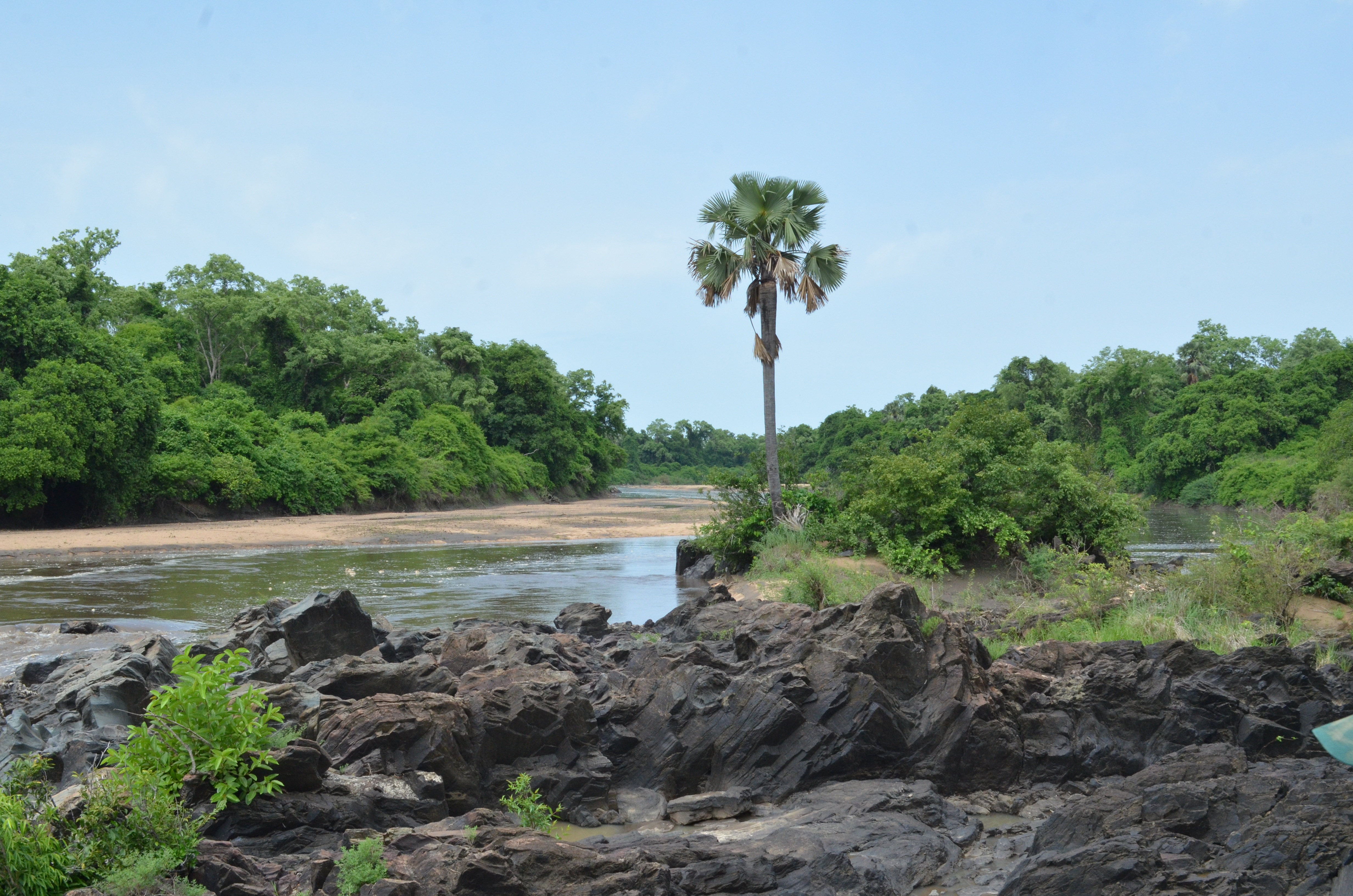
Parque nacional de Bénoué

- Reserva de la biosfera de Waza, 1700 km2. Se encuentra en la depresión del Chad en el extremo norte de Camerún. Se caracteriza por su bajo relieve sin ríos permanentes, con elevaciones rocosas en torno a la localidad de Waza que alcanzan los 500 m. El lago Chad cubre parte del área, mientras la llanuras inundables de Yaéré, con herbáceas perennes, son vitales hacia el final de la época seca para alimentar a la fauna, entre la que se encuentran jirafas, elefantes, aardvarks o cerdos hormigueros y facóqueros. La planicie inundable de Yaéré , en torno al lago Chad, se extiende por el norte de Nigeria y Níger, el sur de Chad y la región del Extremo Norte de Camerún. Las lluvias estacionales que inundan la llanura proceden de las montañas Mandara, que forman frontera entre Nigeria y Camerún.[41]

- Reserva de la biosfera de Benué (Bénoué, en francés), 7283 km2. La zona considerada reserva de la biosfera por la Unesco es mucho más grande que el Parque nacional de Bénoué, de 1800 km2. Se encuentra en la llanura del río Benue, a los pies de la meseta de Adamawa en el norte de Camerún. El pico más alto en la reserva es el monte Garua, de 1100 m. Los principales ecosistemas incluyen sabana tropical arbolada y bosque abierto seco, con la vida salvaje adaptada a la vegetación sudano-guineana, afectada por una larga sequía entre 1970 y 1990 y una recuperación posterior de las lluvias.[42] Entre la flora más presente se encuentra Burkea africana (siringa silvestre, de 4 a 20 m de altura), el arbusto Combretum glutinosum y Prosopis africana. Entre la fauna hay más de 300 especies de aves, incluido el turaco crestiblanco, la garza Goliat y el cucal senegalés. Entre los mamíferos, el licaón, el alcélafo mayor y una pequeña población de león africano y posiblemente, el raro rinoceronte negro occidental, así como elefantes, cobos de agua, leopardos, hipopótamos, y monos cercopitecos verdes. En la reserva viven una amplia variedad de grupos étnicos que practican la agricultura, la pesca, el cultivo de algodón, la recogida de madera para hacer carbón y algo de caza.[43]

- Reserva de la biosfera de Dja, 8020 km2. En el sur de Camerún, entre los bosques del sur de Nigeria y los de la cuenca del Congo, rodeados por el río Dja. Engloba varias zonas climáticas que contribuyen a una rica biodiversidad, en un paisaje de colinas redondeadas con pantanos en la zonas bajas y bosque secundario en torno a las zonas pobladas. Domina principalmente el bosque lluvioso del Congo siempre verde, con el predominio de las sapotáceas y una rica variedad de orquídeas. Hospeda una amplia variedad de primates, entre las 109 especies de mamíferos, las 360 de aves y 61 de peces. Entre la amplia variedad de plantas y animales se encuentra el árbol Baillonella toxisperma, objeto de explotación forestal. Entre los animales, el chimpancé, el pangolín gigante, el elefante de bosque, el colobo oriental negro, el leopardo y el gorila. En los riscos de las colinas anida el picatartes cuelligrís. Hay unos miles de habitantes de distintas etnias.[44]

## Patrimonio de la humanidad

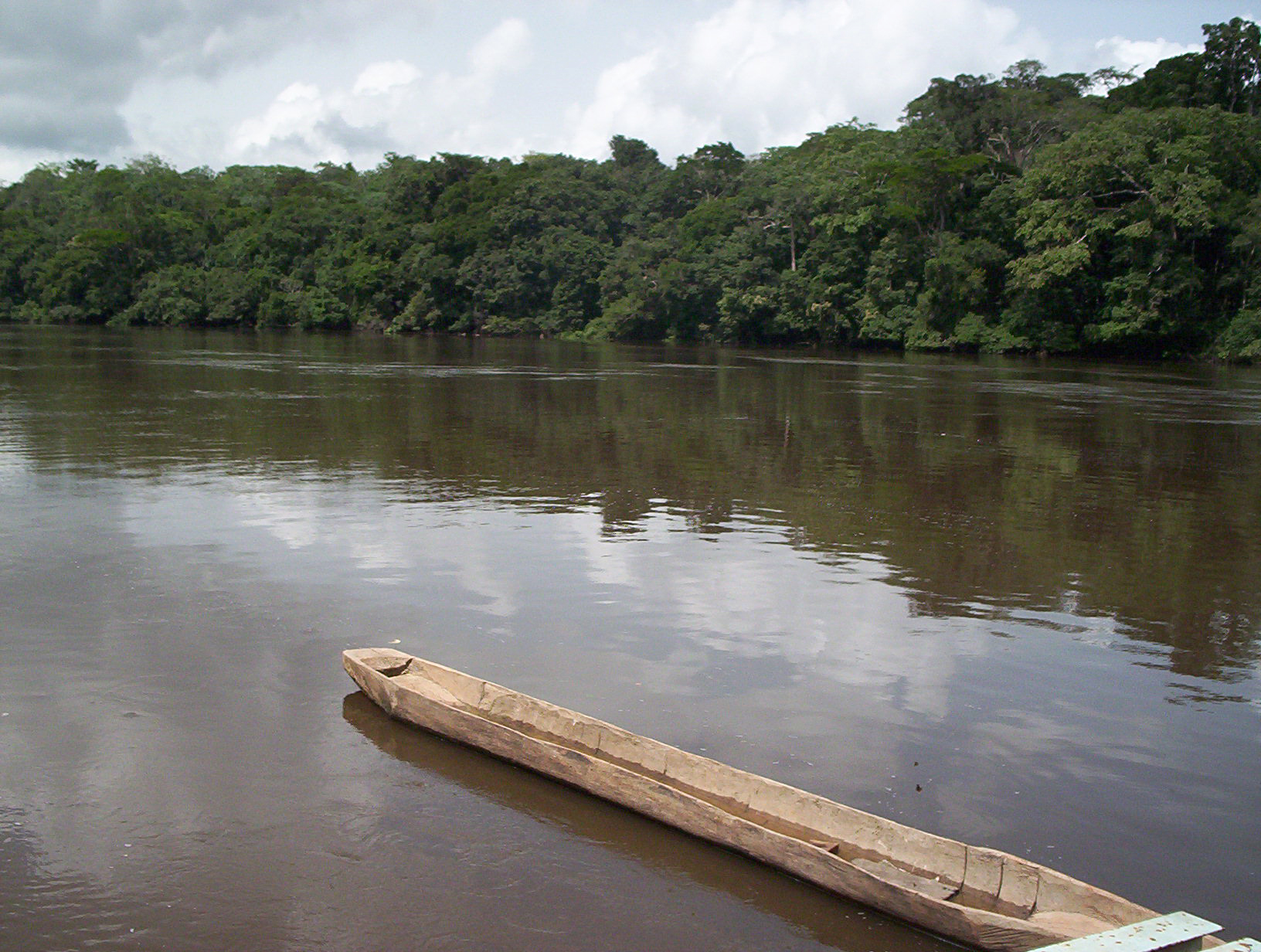
Piragua en el río Dja, en la Reserva de fauna de Dja.

- Reserva de fauna de Dja, 5260 km2. En el sur de Camerún, rodeada por el río Dja, que hace de frontera natural. Destaca por su elevada biodiversidad, que incluye 107 especies de mamíferos y una amplia variedad de primates.[45] La reserva de la biosfera es más grande, abarca unos 8000 km2 y engloba 37 aldeas, con una zona protegida de unos 13.281 km2.
- Reserva trinacional de Sangha, 7463 km2. Alberga tres parques nacionales contiguos en el noroeste de la cuenca del Congo, en un ángulo entre Camerún, la República Centroafricana y Congo. La mayor parte está libre de la influencia humana y posee un amplio rango de ecosistemas de bosque tropical húmedo con una rica fauna y flora que incluye cocodrilos del Nilo, pez tigre goliat y una nutrida población de elefantes de bosque, gorila occidental de llanura y chimpancés, que aprovechan los claros herbáceos del bosque. Los parques implicados son el de Lobéké, en Camerún, el de Dzanga-Ndoki, en la República Centroafricana, y el de Nouabalé-Ndoki, en la República del Congo. El parque está rodeado por una extensa zona conocida como TNS Landscape, un paisaje forestal de 18.878 km2 que incluye la Reserva especial de Dzanga-Sangha[46] en la República Centroafricana, que conecta con las dos unidades del Parque nacional Dzanga-Ndoki.[47]

## Sitios Ramsar
En Camerún hay 7 sitios Ramsar inscritos en la lista de zonas húmedas de importancia internacional, que ocupan 8.272 km².

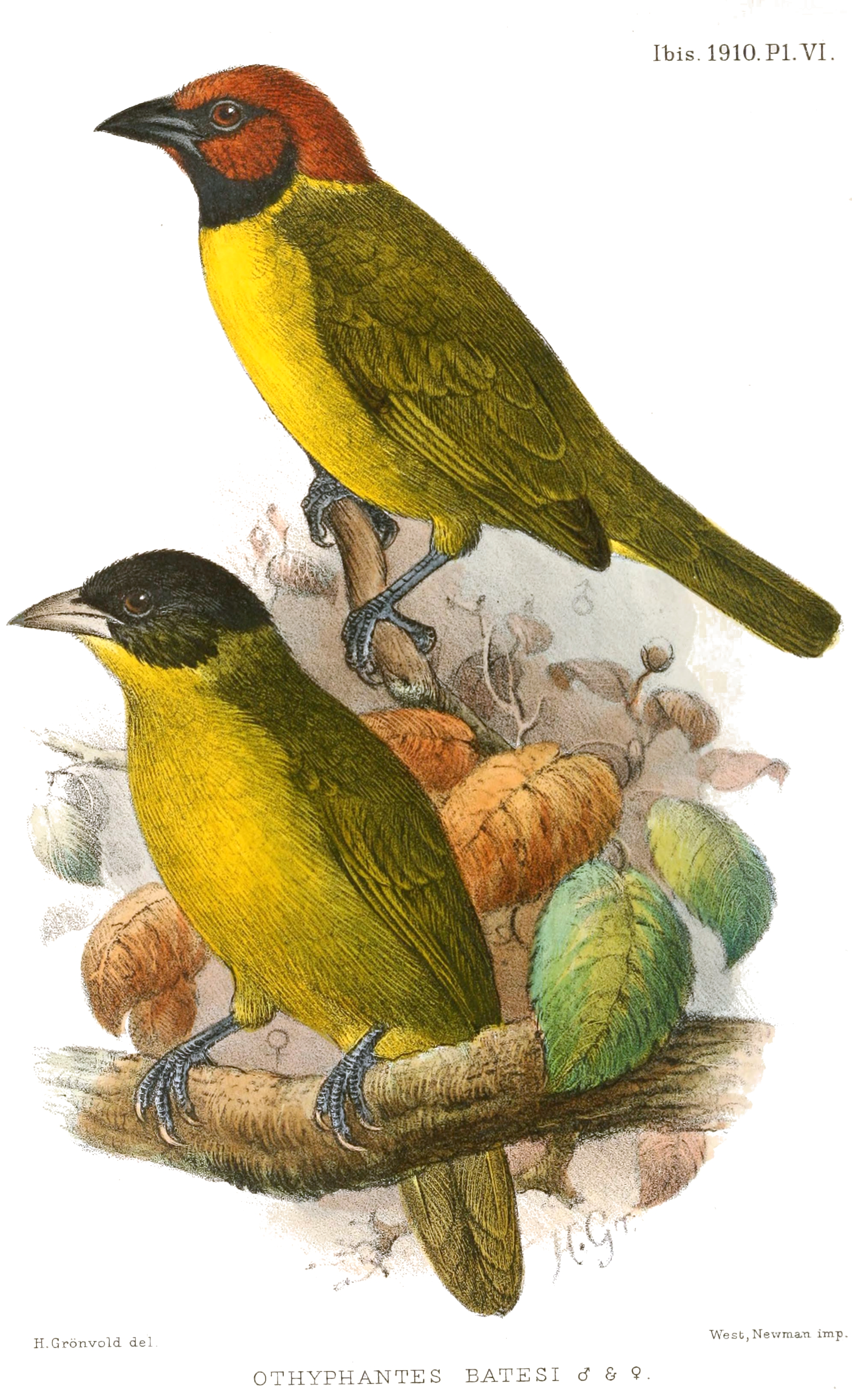
Tejedor de Bates, especie endémica de Camerún

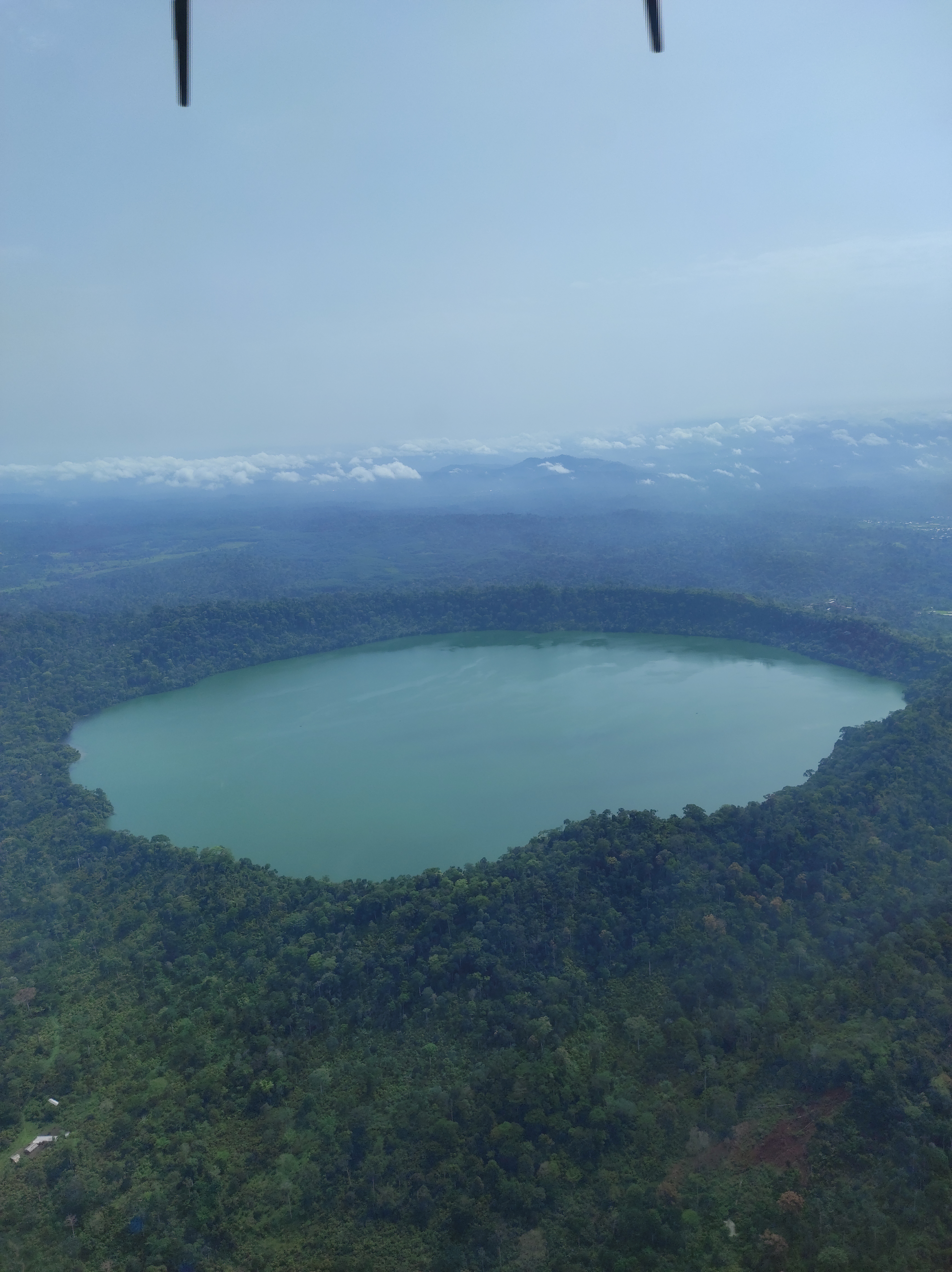
Vista aérea del lago cráter de Barombi Mbo, sitio Ramsar

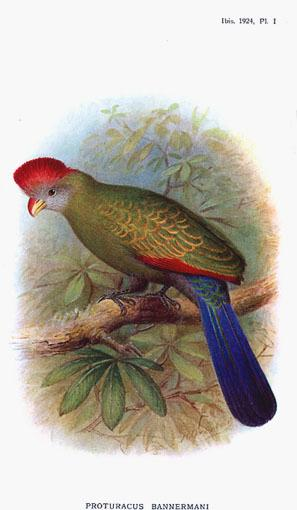
Turaco de Bannerman, especie endémica de Camerún

- Parte camerunesa del lago Chad, 125 km², 12°46′N 14°18′E, sitio 1903. En el extremo norte del país. El lago es conocido por albergar unas 200.000 aves y otras especies de fauna y flora en peligro, como la nutria del Cabo, la gacela de frente roja y el elefante africano de bosque, entre otros. En la estación seca, aquí se refugian el hipopótamo y el cocodrilo del Nilo. También tiene valores hidrológicos de retención de sedimentos, por ejemplo. Se practica la caza, la pesca y la agricultura de subsistencia. Muy afectado por el cambio climático, exceso de pastoreo, contaminación, especies invasoras, uso excesivo de pesticidas, etc.[49] El cambio climático oscila entre la sequía y las inundaciones, como las sucedidas en 2024.[50]

- Llanura inundable de Waza Logone, 6.000 km², sitio Ramsar 1609, 11°38′N 14°37′E, en el norte del país, frontera de Nigeria. Incluye dos parques nacionales y una reserva de la biosfera de la Unesco. Es el lecho inundable del río Logone, entre Nigeria y Chad, desde la cuenca del lago Chad hasta el lago Maga. Recibe el nombre porque en medio está el Parque nacional de Waza. El lago Maga[51] es un humedal artificial creado por la construcción de la presa de Maga en 1979, al sur del pueblo de Maga y siguiendo la cuenca del río Logone, que forma la frontera con Chad  al este. Es la única salida del agua caída en el macizo de Mandara y la llanura de Maroua, al oeste. No tiene más de 3 m de profundidad, con la orilla sur cubierta de 2 a 8 km del carrizo Oryza longistaminata y el norte dedicado al cultivo del arroz.[52] La zona de interés para las aves, al norte de este lago, tiene 500 km2. Toda la zona Ramsar representa cerca del 10 % de los humedales del Sahel, Y alberga más de 100.000 habitantes que viven de la pesca, el pastoreo estacional y la agricultura. En 2001 se contaron unas 320.000 aves acuáticas de 104 especies y una elevada concentración de elefantes, avestruces, jirafas, leones, etc. La sequía y el cultivo de arroz provocan disrupciones del ciclo ecológico, igual que las inundaciones.[53]

- Parte camerunesa del río Sangha, 62 km2, 01°49'N 16°01'E, número 1739, creada en 2008. En el sur de Camerún, bordeando la Reserva especial de Dzanga-Sangha, de la República Centroafricana, y el Parque nacional de Nouabalé-Ndoki, en la República del Congo. El río nace en Camerún y fluye hacia los dos países, en medio de un paisaje de bosque ecuatorial húmedo. El sitio comprende el río Shanga, sus tributarios, las tierras sumergidas, bosques pantanosos, bosques de palmeras Raphia y praderas. Lejos de las grandes ciudades, contiene numerosos recursos naturales. Es conocido también por ser el hogar de los pigmeos baka, cuya cultura está íntimamente relacionada con el bosque, que alberga elefantes de selva y gorilas, favorecidos por la elevada densidad de marantáceas. En el sitio se encuentra el raro tejedor de Bates y el vulnerable colobo negro, entre otros.[54]

- Lago del cráter Barombi Mbo, sitio Ramsar 1643, 04°40′N 09°23′E, 415 ha. Al sudoeste, en la ecorregión de los lagos de cráter del Occidente Ecuatorial, que incluye lagos como Barombi Mbo, Bermin, Dissoni (Soden), Ejagham, Kotto y Mboandong, entre muchos otros. El mayor es Marombi Mbo, que forma parte de un conjunto de tres lagos en la llamada ecorregión de los lagos de cráter del Camerún afrotropical (Afrotropical Cameroon Crater Lakes Ecoregion), uno de los lugares con mayor número de especies endémicas del mundo, entre ellas 12 peces. Marombi Mbo está situado a 300 m de altitud, y tiene una superficie de 5 km2, con una profundidad media de 69 m y una máxima de 111 m. La lava fluyó por última vez hace 1 millón de años.[55] Al sur, se encuentra el lago Barombi Kotto, de 3 km2, y al norte el lago Dissoni, de 3,6 km2. En el lago Barombi Mbo hay una especie endémica de esponja de agua dulce, Corvospongilla thysi.[56] El lago es un lugar sagrado para la etnia barombi,[57] que usa los recursos del lago con la pesca y practica la agricultura en su entorno, amenazado por la sobrepesca, la introducción de especies foráneas, el uso de pesticidas en las plantaciones de cacao y la deforestación.[58]

- Estuario del Río del Rey, sitio Ramsar 1908, 04°37′N 08°43′E, 1.650 km². Sudoeste. En el departamento de Ndian, en el límite del Golfo de Guinea, un sitio transfronterizo entre Camerún y Nigeria. Alberga el 10 % de los manglares de África Occidental y la mitad de los manglares de Camerún. Estos manglares albergan una especie única, la rana goliath, que puede pesar e kilos y mide hasta 80 cm con las patas estiradas. También se encuentra el manatí africano y es lugar de paso y estancia del flamenco enano y el malimbo de Rachel. El río Del Rey cruza el Parque nacional de Ndongere. Proporciona madera y pesca a los habitantes de la región. Está amenazado por especies invasoras como la palmera Nypa fruticans. Entre los manglares se hallan las especies Avicennia germinans, Conocarpus erectus, Rhizophora harrisonii, Rhizophora mangle y Rhizophora racemosa.[59]

- Humedal de Ebogo, número 2068, 03°23′N 11°29′E, 3.097 ha. En la región del Centro. Bosque húmedo que se inunda temporalmente. Alberga  varias especies amenazadas, entre ellas, Baillonella toxisperma o moabi, el sapeli, árbol de hasta 45 m de altura, y el ébano africano original. También alberga especies como el varano del Nilo y la pitón de Seba. El bosque inundado alberga numerosas especies de aves acuáticas.[60]

- Parte camerunesa del río Ntem, número 2067, 02°23′N 10°33′E, 398,5 km². Región del Sur. Forma parte de una biorregión que pertenece a tres países, Camerún, Guinea Ecuatorial y Gabón, formada por marismas, bosques y matorrales. Hay unas 80 especies de mamíferos, de los que 18 son primates, y 13 están amenazados, incluidos el chimpancé y el gorila occidental. Se han identificado 28 especies de murciélagos, de las que dos son endémicas: Nycteris major y Hipposiderus curtus. Hay unas 1500 especies de plantas y 249 de peces, de los que 4 son endémicas, y sirve de zona de desove para especies que migran desde el océano Atlántico. Se practica la agricultura la pesca y la tala de subsistencia de especies no comerciales.[61]

## Santuarios de aves
BirdLife International considera que en Camerún hay 33 zonas de interés para la conservación y el avistamiento de aves, que cubren un total de 42.056 km². En total, hay 885 especies de aves, con 27 especies amenazadas y 7 endémicas. Entre las especies endémicas se encuentran el francolín de Camerún, el turaco de Bannerman, el batis carunculado de Bamenda, el bubú del Kupé, el apalis de Bamenda, el anteojitos del Camerún y el tejedor de Bates.